# Ligne 1 du T Zen
La ligne 1 du T Zen est une ligne de bus à haut niveau de service (BHNS) d'Île-de-France. Elle relie les gares du RER D de Lieusaint - Moissy et de Corbeil-Essonnes. La ligne a été mise en service le 4 juillet 2011.
Quatre autres lignes T Zen sont en projet. Cette première ligne sera en correspondance avec la ligne 4 en 2024 et une seconde ligne sera en correspondance avec la ligne 2 en 2027.

Plan de la ligne.

## Historique

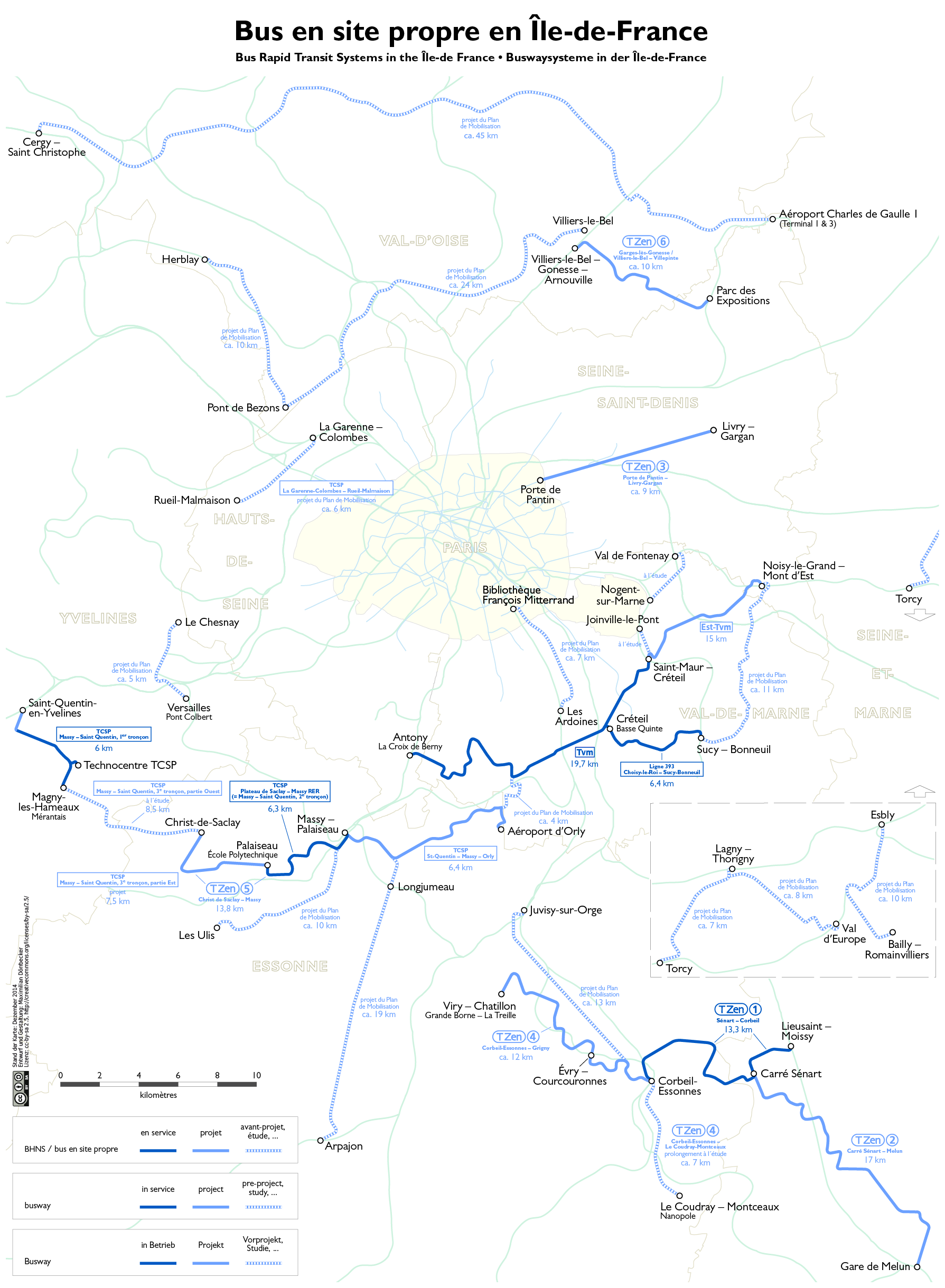
Le futur réseau de bus à haut niveau de service avec la ligne 1 du T Zen

### De la réflexion à la concrétisation
Principales dates du projet :
- de juin 2001 à octobre 2001 : concertation préalable ;
- 2 avril 2003 : publication du dossier d'objectifs et de caractéristiques principales du projet ;
- 22 novembre 2006 : approbation du schéma de principe et du dossier d'enquête publique ;
- du 30 janvier 2007 au 2 mars 2007 : enquête publique ;
- 12 décembre 2007 : déclaration de projet par le STIF ;
- 25 février 2008 : déclaration d'utilité publique ;
- juillet 2009 : début de la construction du centre de maintenance[2] ;
- septembre 2009 : début de la création de la ligne, sous maîtrise d'ouvrage de l'établissement public d'aménagement de Sénart (EPA)[3] ;
- décembre 2010 : fin des travaux ;
- printemps 2011 : livraison du centre de maintenance[2];
- 9 mai 2011[4] : début des essais en conditions réelles de circulation avec test de la signalisation, sans voyageurs[5] ;
- mai à juin 2011 : ajustements de l’aménagement et préparation de l’exploitation[5] ;
- de la mi-juin au 1er juillet 2011 : marche à blanc, circulation des T Zen en période de pointe[5] ;
- 4 juillet 2011 : mise en service officielle de la ligne[5],[4].

La ligne T Zen 1 ouvre après des travaux d'un montant de 82,03 millions d'euros (hors matériel roulant), financés à 85,88 % par le conseil régional, 6,17 % par le département de l'Essonne et à la même hauteur par le département de Seine-et-Marne, et pour 1,78 % par l'État.

### Restructuration du réseau local
À l'occasion de la mise en service du T Zen 1, le réseau de bus de Sénart a été restructuré afin de supprimer les doublons entre les lignes préexistantes et le T Zen, et réorganiser le réseau autour de cette nouvelle ligne. Les dessertes de lignes de bus existantes ont été repensées et simplifiées afin de rationaliser au mieux les itinéraires, les moyens humains et techniques :
La ligne 02 a été raccourcie et simplifiée, permettant un important gain en fréquence avec un passage toutes les demi-heures contre toutes les heures, en heures de pointe en semaine et le samedi après-midi. Cette ligne est depuis lors en correspondance avec le T Zen 1 à la station Les Prés Hauts. La réorganisation de cette ligne n’entraîne pas de correspondance pour 80 % des voyageurs par rapport à leur trajet habituel et permettra un gain moyen de temps de parcours de cinq minutes.
La ligne 03 jusqu'alors en boucle, est devenue circulaire (03A et 03B), permettant une circulation dans les deux sens toute la journée et des gains de fréquence avec un passage de quatre à huit bus par heure, en heures de pointe et de un à deux bus par heure, en heures creuses en semaine ainsi que le samedi. Une correspondance « quai à quai » avec le T Zen 1 est assurée à la station Le Fresne. La réorganisation de cette ligne n’entraîne pas de correspondance pour 60 % des voyageurs par rapport à leur trajet habituel et permet un gain moyen de temps de parcours de quatre minutes.
La ligne 04 a désormais des bus qui circulent le matin : Elle dessert un nouveau quartier rue Victor Hugo à Saint-Pierre-du-Perray. La partie commune avec la ligne 03 a été supprimée, afin de rendre le trajet plus rapide pour rejoindre le T Zen 1. Une correspondance « quai à quai » est possible à l’arrêt Carrefour du Fresne. À la suite de sa restructuration, la ligne est desservie par un bus toutes les 45 minutes, contre toutes les heures, en heures de pointe en semaine et le samedi.
La ligne RE Savigny-Moissy a été scindée en deux lignes distinctes : La ligne RE Moissy, qui relie Moissy - Les Grès à Lieusaint - Moissy RER, et la ligne RE Savigny, qui relie Carré Trait d'Union à Savigny-le-Temple - Nandy RER. Ainsi, les correspondances avec le T Zen 1 sont effectuées aux stations Lieusaint - Moissy RER et Carré Trait d'Union. La réorganisation de cette ligne n’entraîne pas de correspondance pour 94 % des voyageurs par rapport à leur trajet habituel.
La ligne SOL sera aussi divisée en deux lignes distinctes : La nouvelle ligne SOL reliera la gare de Combs-la-Ville - Quincy à la gare de Lieusaint - Moissy. Ainsi, la correspondance avec la ligne 1 du T Zen sera effectuée à la gare de Lieusaint - Moissy. La nouvelle ligne à vocation scolaire SOL SCOLAIRE reliera l'arrêt Lieusaint Carré Trait d'Union (anciennement Les Canaux) au Boulevard Gambetta à Melun. Ainsi, la correspondance avec la ligne 1 du T Zen sera effectuée à l'arrêt Carré Trait d'Union.

### Les inquiétudes pour la sécurité
Le lancement de la ligne, qui relie la cité sensible des « Tarterêts » de Corbeil-Essonnes à une importante zone commerciale, suscite des craintes chez les commerçants du centre commercial Carré Sénart concernant une hausse de la délinquance et des regroupements de bandes. En conséquence, de nouveaux agents de sécurité ont été recrutés par le centre commercial. Plus globalement, la sécurité du T Zen a fait l'objet de plusieurs mesures, dont la mise en place de comités de coordination avec les élus, des policiers, des gendarmes et des CRS, et la mise en place de la vidéosurveillance dans les bus. Ces derniers sont équipés d'une vitre anti-agression pour protéger le conducteur, qui dispose par ailleurs d'une pédale d’alarme, et d'un système de géolocalisation des bus.
La sécurité des circulations a par ailleurs provoqué le dépôt d'un préavis de grève par trois syndicats de conducteurs. Ces derniers estiment que les capteurs implantés dans la chaussée, censés déclencher un feu prévenant les autres véhicules de l'arrivée des bus, ne fonctionnent pas, et qu'un bus plein ne permet pas aux conducteurs de vérifier la présence d'autres véhicules aux intersections. Enfin, ils estiment le temps de parcours officiel de trente minutes sous-évalué et enfin dénoncent une détérioration des conditions de travail.
Le 5 mai 2012, un accident survient à bord d'un véhicule de la ligne : une passagère corpulente perd l'équilibre alors que le véhicule était engagé dans un rond-point et est projetée contre une porte électrique coulissante qui s'est ouverte sous le choc. Par conséquent, Transdev décide de retirer temporairement  l'ensemble des véhicules T Zen de la circulation le temps que le constructeur mène l'enquête. Durant ce temps, l'exploitant a dû engager les autobus venant d'autres réseaux afin de les remplacer et ainsi, d'éviter une interruption totale de la ligne pendant plusieurs semaines.
Depuis le 1er juin 2012, les véhicules T Zen ont été remis en service après presque un mois d'interruption sur la ligne. Les bus de substitution venant d'autres réseaux ont par conséquent été tous retirés de la ligne.

## Tracé et stations

### Tracé
La ligne T Zen 1 est longue de 14,7 kilomètres dont 9,6 en site propre. La section en site propre se situe entre les stations Lieusaint - Moissy RER à Lieusaint et la station Pointe Ringale à Saint-Germain-lès-Corbeil. Les bus de la ligne utilisent la voirie normale entre la station Pointe Ringale et la station Corbeil-Essonnes RER à Corbeil-Essonnes, notamment la Francilienne entre l'échangeur 28 (Saint-Germain-lès-Corbeil) et l’échangeur 30 (Ports).
Au sein de la communauté d'agglomération Grand Paris Sud Seine-Essonne-Sénart la ligne permet de relier la commune de Lieusaint à celle de Corbeil-Essonnes. Outre les gares de ces deux villes, elle dessert la zone d'activiés du Carré Sénart, dont le centre commercial Carré Sénart, le siège de la communauté d'agglomération, l'ICAM de Sénart ; ainsi que l'IUT de Sénart à Lieusaint et les parcs d'activités de Greenparc et du Levant. Avec T Zen, 100 000 habitants et emplois devraient être desservis à terme.

Sélection de vue du parcours du TZEN 1 en site propre
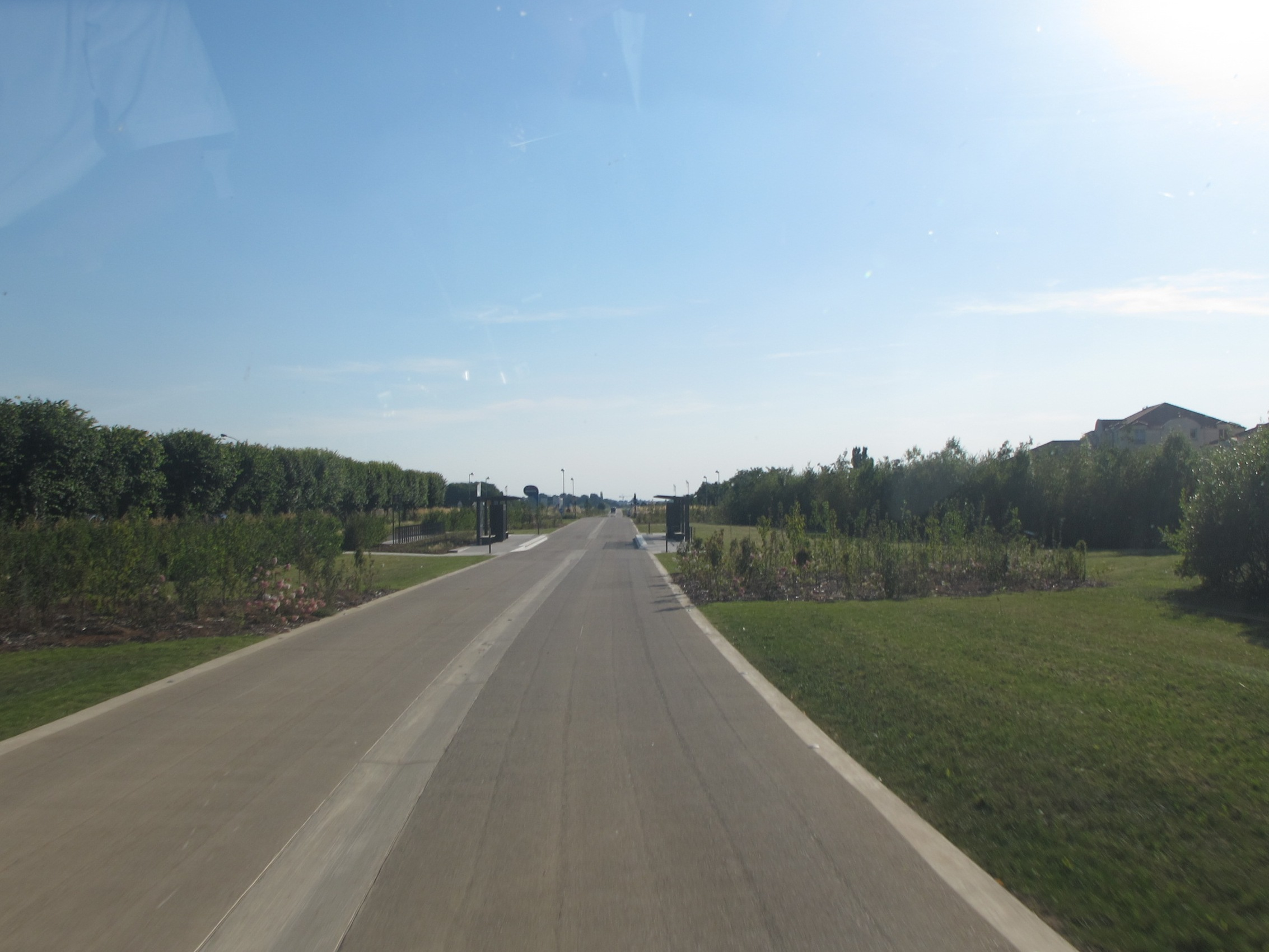
Section en site propre à proximité de la station Château de la Barrière à Lieusaint, en juillet 2011
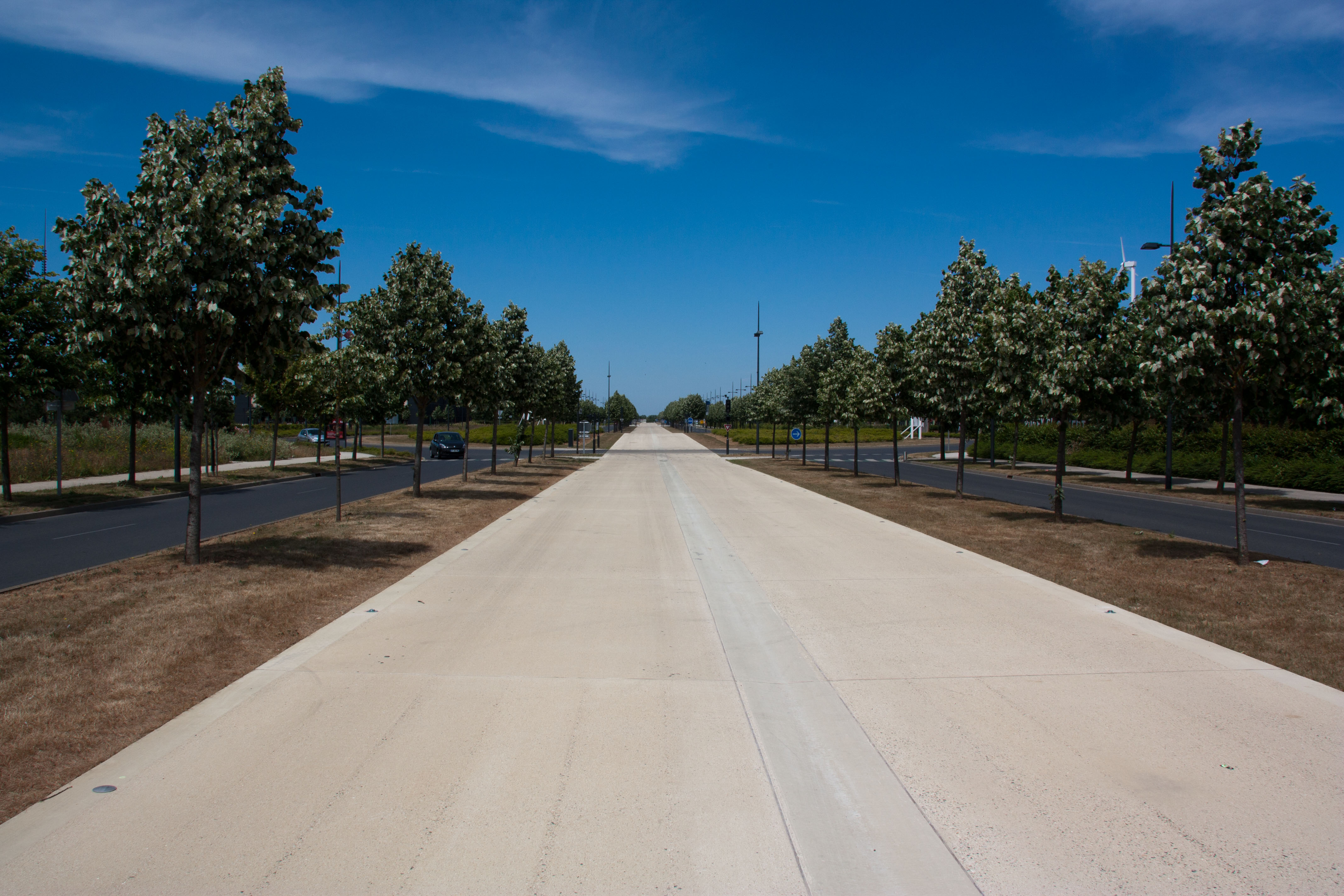
Section en site propre à proximité de la station Carré Trait d'Union à Lieusaint, en juillet 2011.
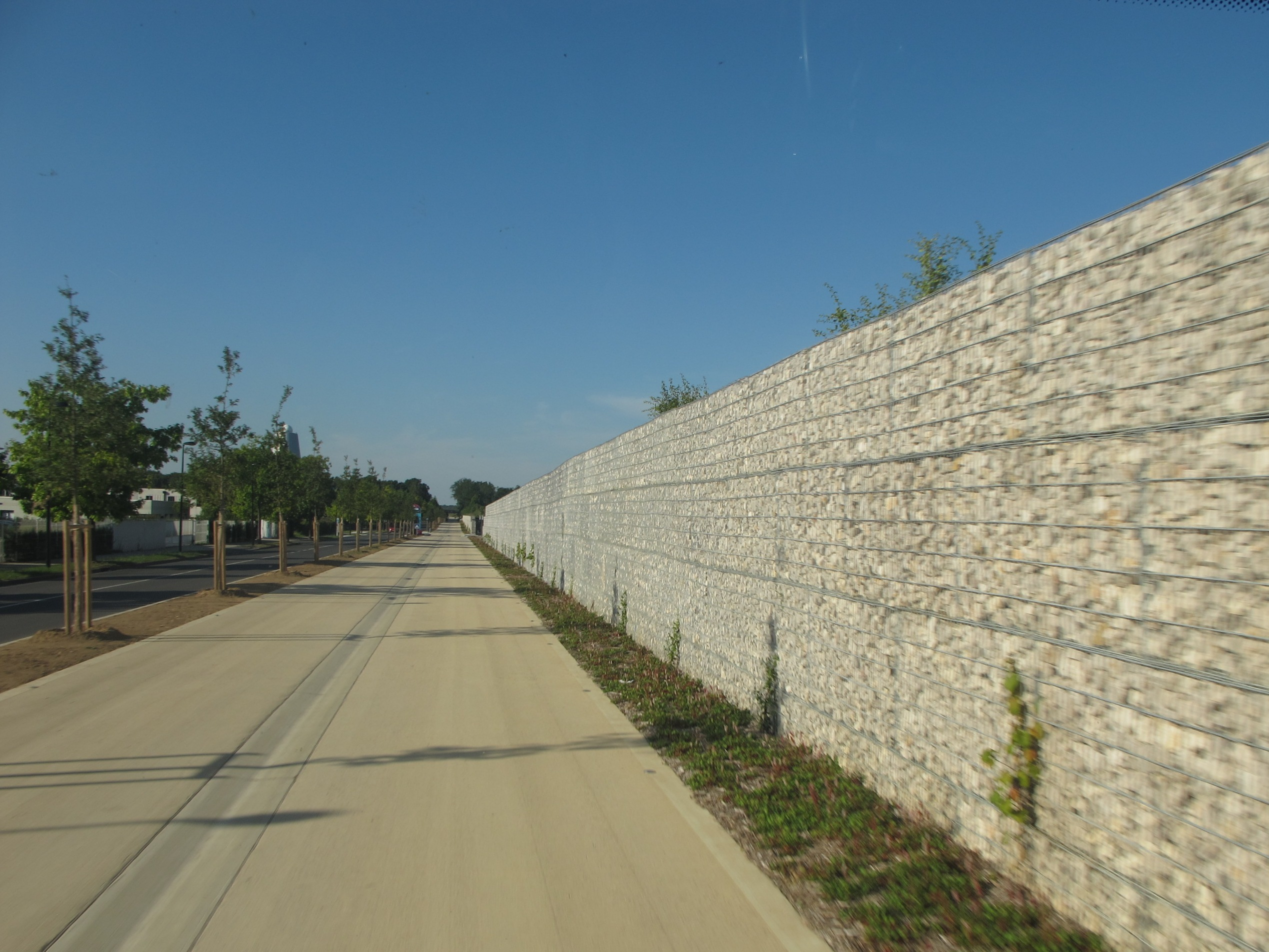
Section en site propre à proximité de la station Tour Maury à Saint-Pierre-du-Perray, en juillet 2011.

Sélection de vues du parcours du TZEN 1 en voirie normale
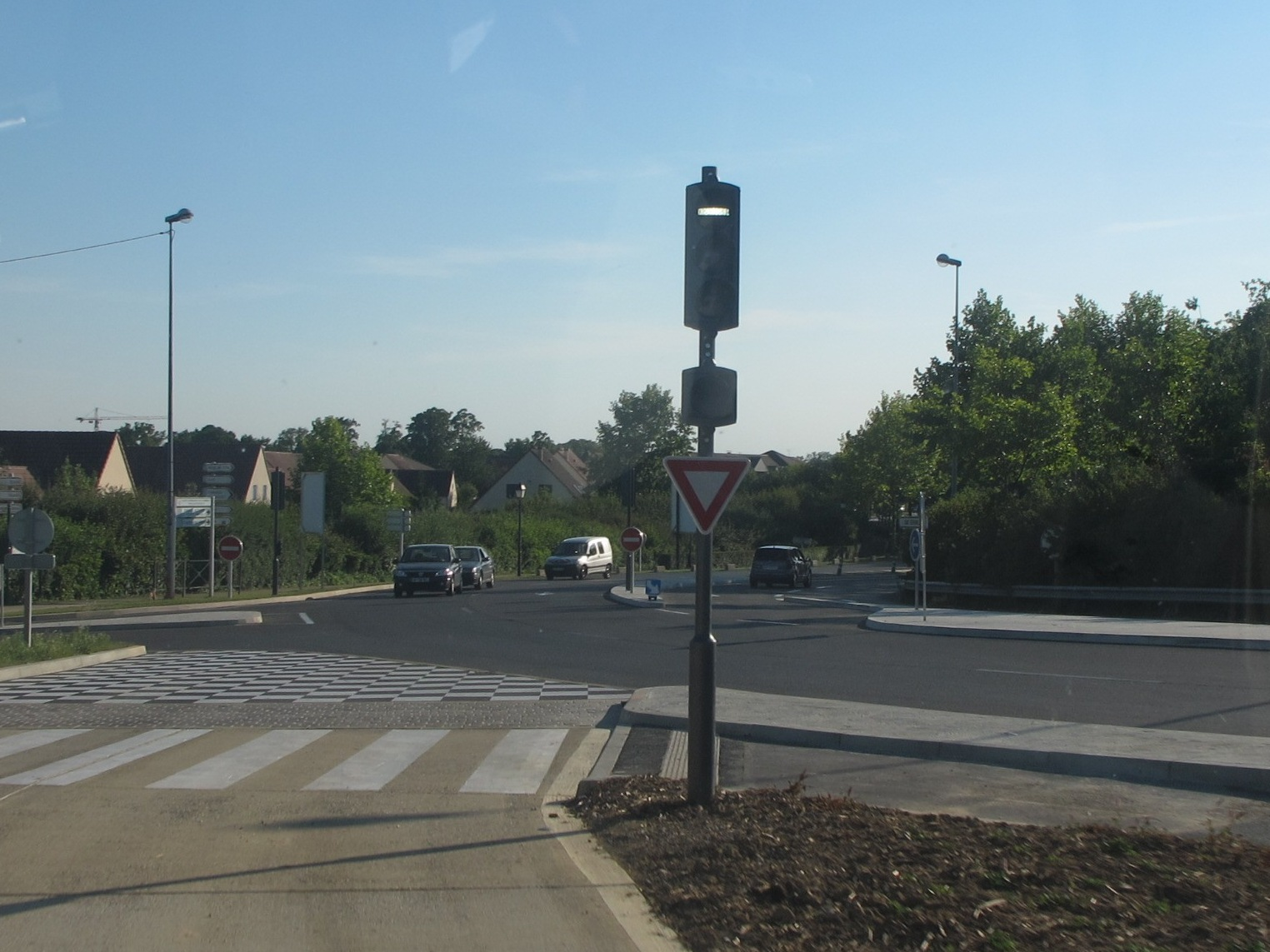
Fin de la section en site propre à proximité de la station Pointe Ringale à Saint-Germain-lès-Corbeil, en juillet 2011.
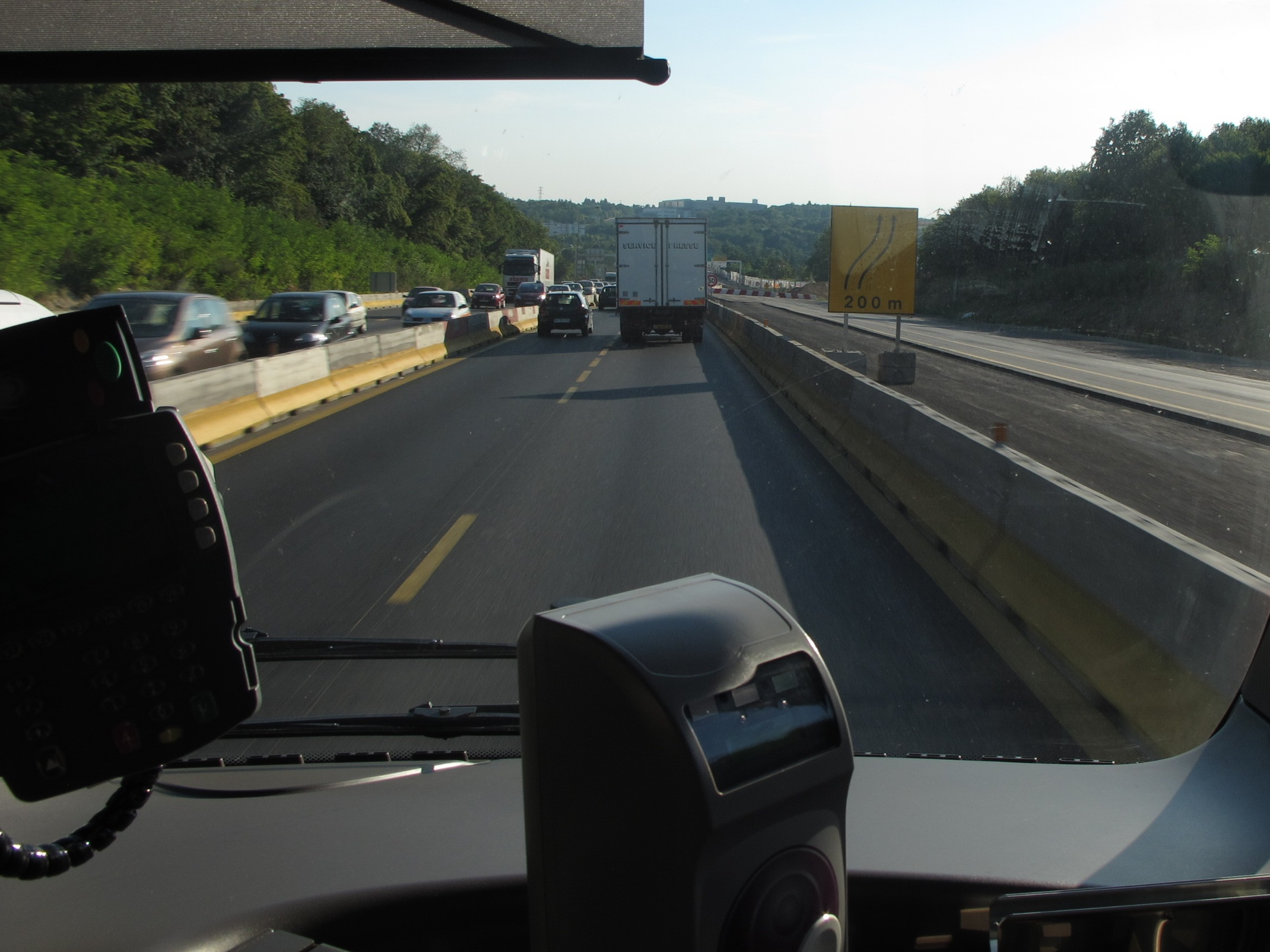
Bus T Zen circulant sur la Francilienne, en direction de la gare de Corbeil-Essonnes (sortie 30), en juillet 2011.
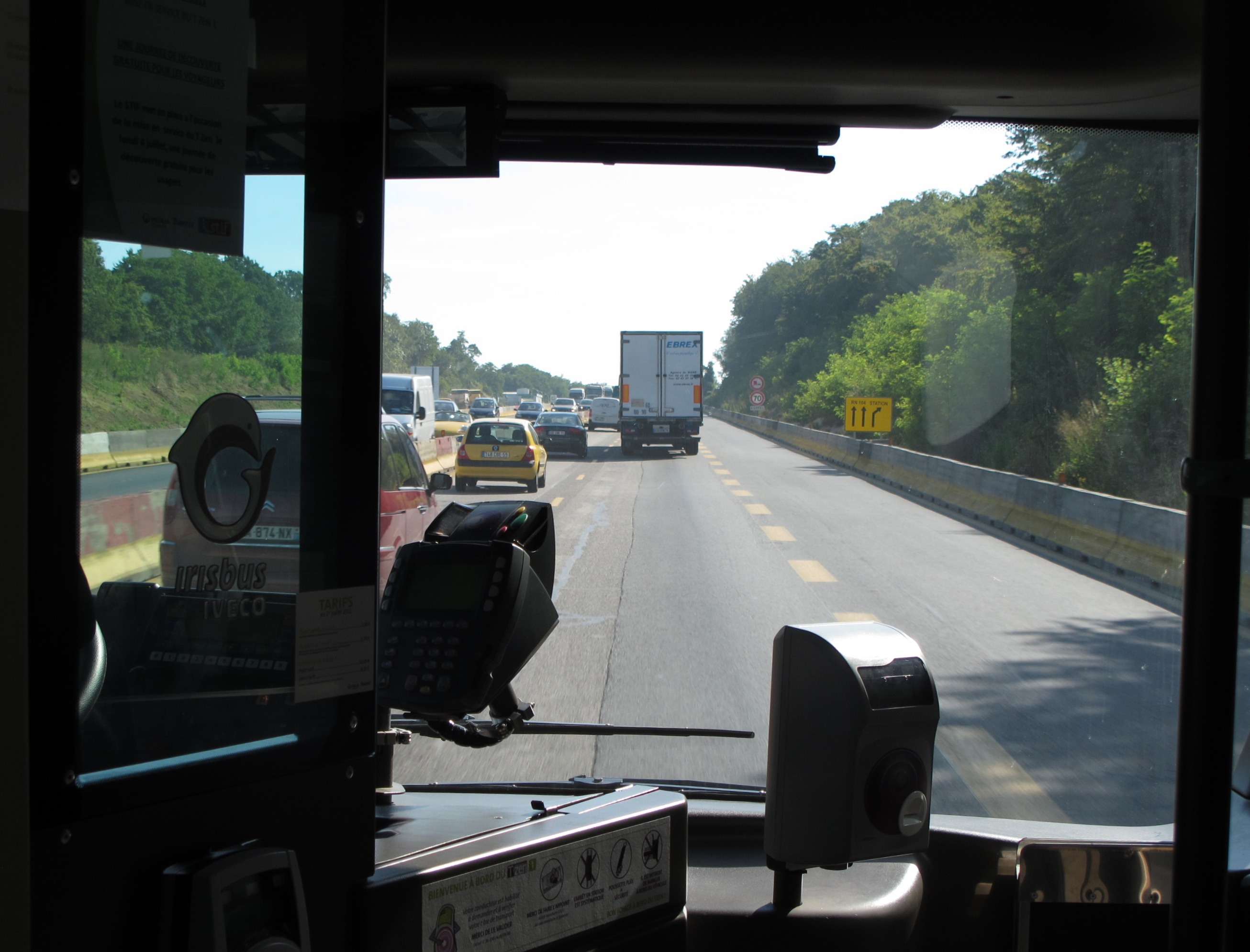
Bus T Zen circulant sur la Francilienne avant la sortie 28, en direction de la gare de Lieusaint - Moissy, en juillet 2011.

### Liste des stations

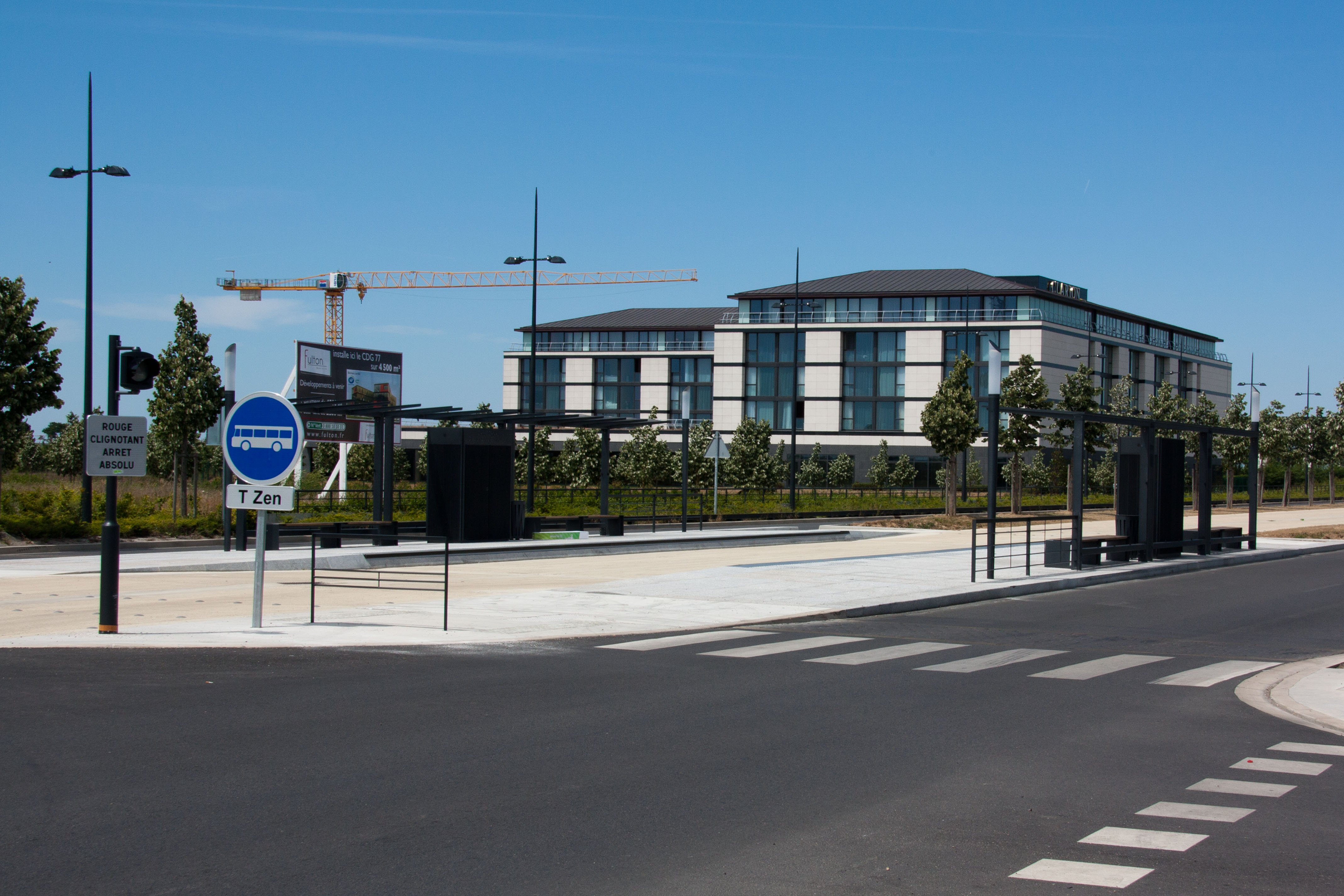
Station Carré Canal, en mai 2011.

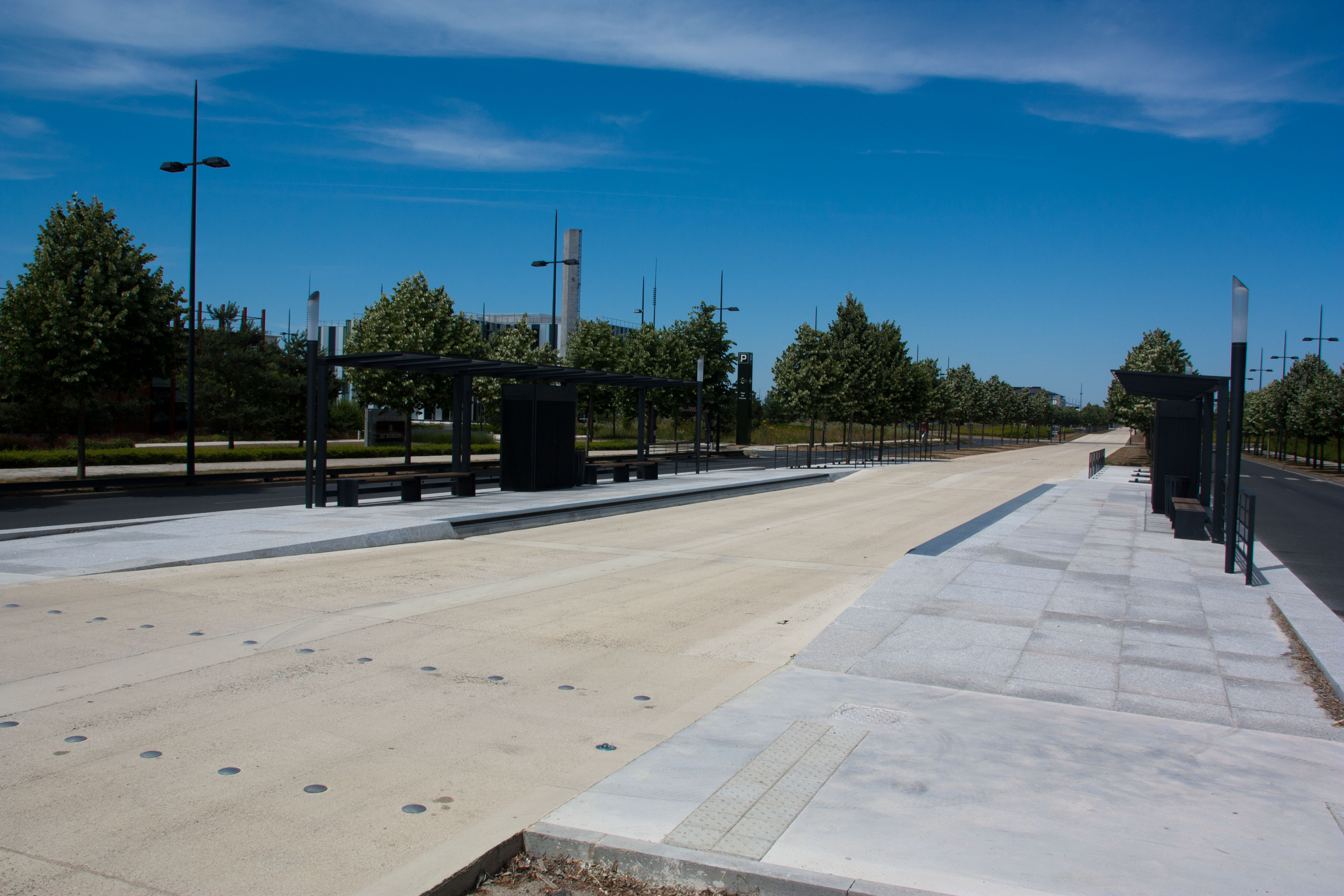
La station Carré Trait d'Union, en mai 2011.

La ligne 1 du T Zen dessert quatorze stations. De ces quatorze stations, douze d'entre elles sont situées en site propre :
|  |   |  | Station                 | Zone | Communes                  | Correspondances |
|  | - |  | ----------------------- | ---- | ------------------------- | --------------- |
|  | ■ |  | Lieusaint - Moissy RER  | 5    | Lieusaint                 | (RER) · (D)     |
|  | • |  | Université              | 5    | Lieusaint                 |                 |
|  | • |  | Château de la Barrière  | 5    | Lieusaint                 |                 |
|  | • |  | Carré Canal             | 5    | Lieusaint                 |                 |
|  | • |  | Carré Trait d'Union     | 5    | Lieusaint                 | 3702            |
|  | • |  | Carré des Arts          | 5    | Lieusaint                 |                 |
|  | • |  | Carré - Allée Royale    | 5    | Lieusaint                 |                 |
|  | • |  | La Clef de Saint Pierre | 5    | Saint-Pierre-du-Perray    |                 |
|  | • |  | Le Fresne               | 5    | Saint-Pierre-du-Perray    |                 |
|  | • |  | La Tour Maury           | 5    | Saint-Pierre-du-Perray    |                 |
|  | • |  | Les Prés Hauts          | 5    | Saint-Pierre-du-Perray    |                 |
|  | • |  | Pointe Ringale          | 5    | Saint-Germain-lès-Corbeil |                 |
|  | • |  | Gustave Courbet         | 5    | Corbeil-Essonnes          |                 |
|  | ■ |  | Corbeil-Essonnes RER    | 5    | Corbeil-Essonnes          | (RER) · (D)     |

(Les stations en gras servent de départ ou de terminus à certaines missions)
De plus, la station Carré Trait d'Union offre les services supplémentaires suivants : billettique, vidéo-surveillance, distributeurs de billets, renouvellement de l'abonnement Navigo et même un écran permettant de naviguer sur le site Internet du réseau Transdev Sénart (Sénart, Sénart Express et T Zen 1) pour, par exemple, regarder les horaires, les déviations prévues ou en cours, etc. En effet, pour bénéficier de titres de transport spécifiques, il faut se rendre au centre de maintenance de la ligne, situé au nord de la gare de Lieusaint - Moissy, qui vend des cartes scolaires et qui est, par ailleurs, le centre des objets trouvés de la ligne.

## Exploitation
La ligne 1 du T Zen est une ligne entièrement exploitée par Transdev Lieusaint. Elle fonctionne tous les jours, de 5 h 00 à 0 h 00 , à l'aide de douze véhicules de type Crealis Neo 12. Un GX 337 Hybride est utilisé, principalement aux heures de pointe.
Depuis le 29 juin 2019, de 12 h à 20 h, tous les samedis et pendant les vacances scolaires, certains services sont effectués avec des véhicules articulés (de type Citaro G Facelift, GC2 et Urbanway 18 GNV).

### Plan de transport de la ligne

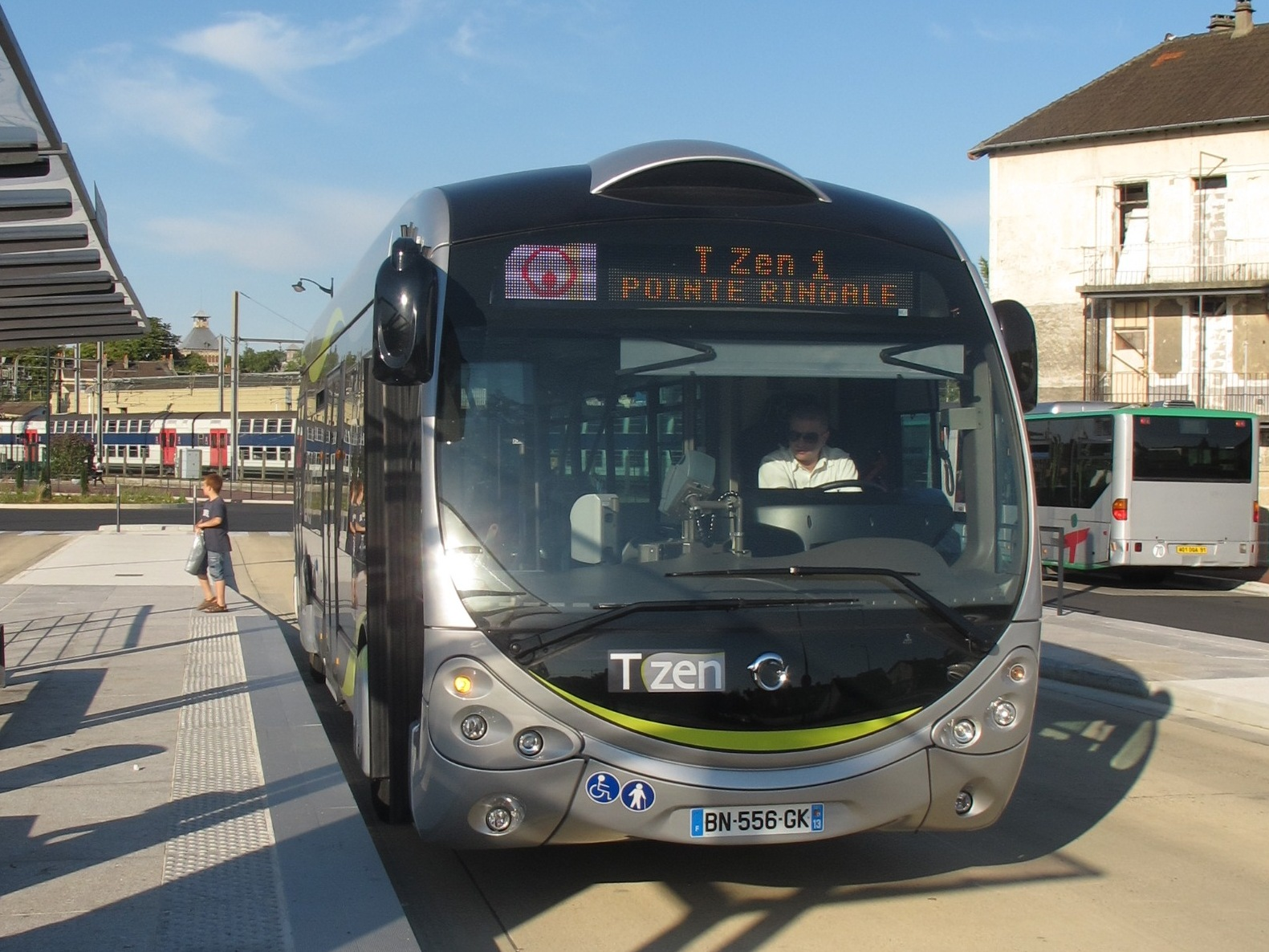
Bus T Zen en station Corbeil-Essonnes Gare RER, le 4 juillet 2011.

En semaine, pendant les heures de pointe, la grille horaire de la ligne prévoit huit bus par heure sur la totalité du parcours avec une fréquence de 7 à 8 minutes.
En semaine, pendant les heures creuses, la grille horaire de la ligne prévoit quatre bus par heure sur la totalité du parcours avec une fréquence de 15 minutes.
Le samedi, la grille horaire de la ligne prévoit quatre bus par heure sur la totalité du parcours avec une fréquence de 15 minutes et huit bus par heure avec un passage toutes les 7 à 8 minutes de 16 h à 20 h.
Les dimanches et jours de fêtes, la grille horaire de la ligne prévoit deux bus par heure sur la totalité du parcours avec une fréquence de 30 minutes. Depuis le 29 octobre 2017, de 10 h à 20 h la grille horaire de la ligne prévoit désormais quatre bus par heure avec une fréquence de 15 minutes au vu de l'ouverture du centre commercial Carré Sénart les dimanches et jours fériés.
Le temps moyen de trajet entre la gare de Lieusaint et la gare de Corbeil-Essonnes est de 30 minutes.

### Matériel roulant
La ligne est équipée de douze véhicules standards Crealis Neo, d'un coût global de 4,192 millions d'euros. Le financement a été réparti entre le STIF (50 % du coût d’acquisition) et Transdev (50 %). La livraison progressive a été effectuée à partir du début de l'année 2011, afin de pouvoir permettre la « marche à blanc » avant l'ouverture de la ligne aux voyageurs. La société Irisbus est chargée de la construction des premiers véhicules de la ligne.
En plus des Créalis Néo 12, la ligne voit circuler, à certaines heures, un GX 337 Hybride, des Citaro G Facelift et GC2 et un Urbanway 18 GNV.

Sélection de vues de bus de la ligne 1 du T ZEN
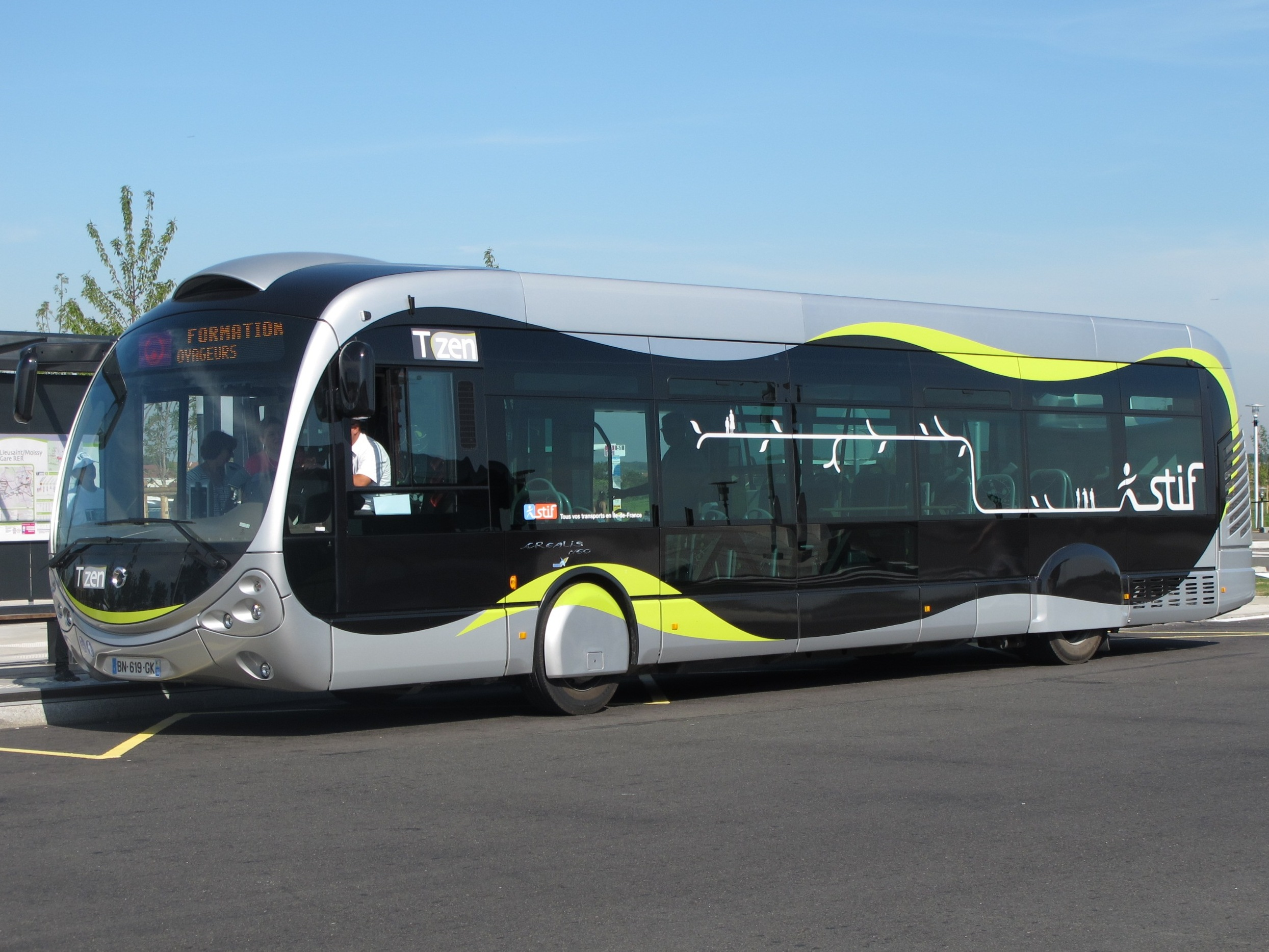
Irisbus Crealis Neo 12
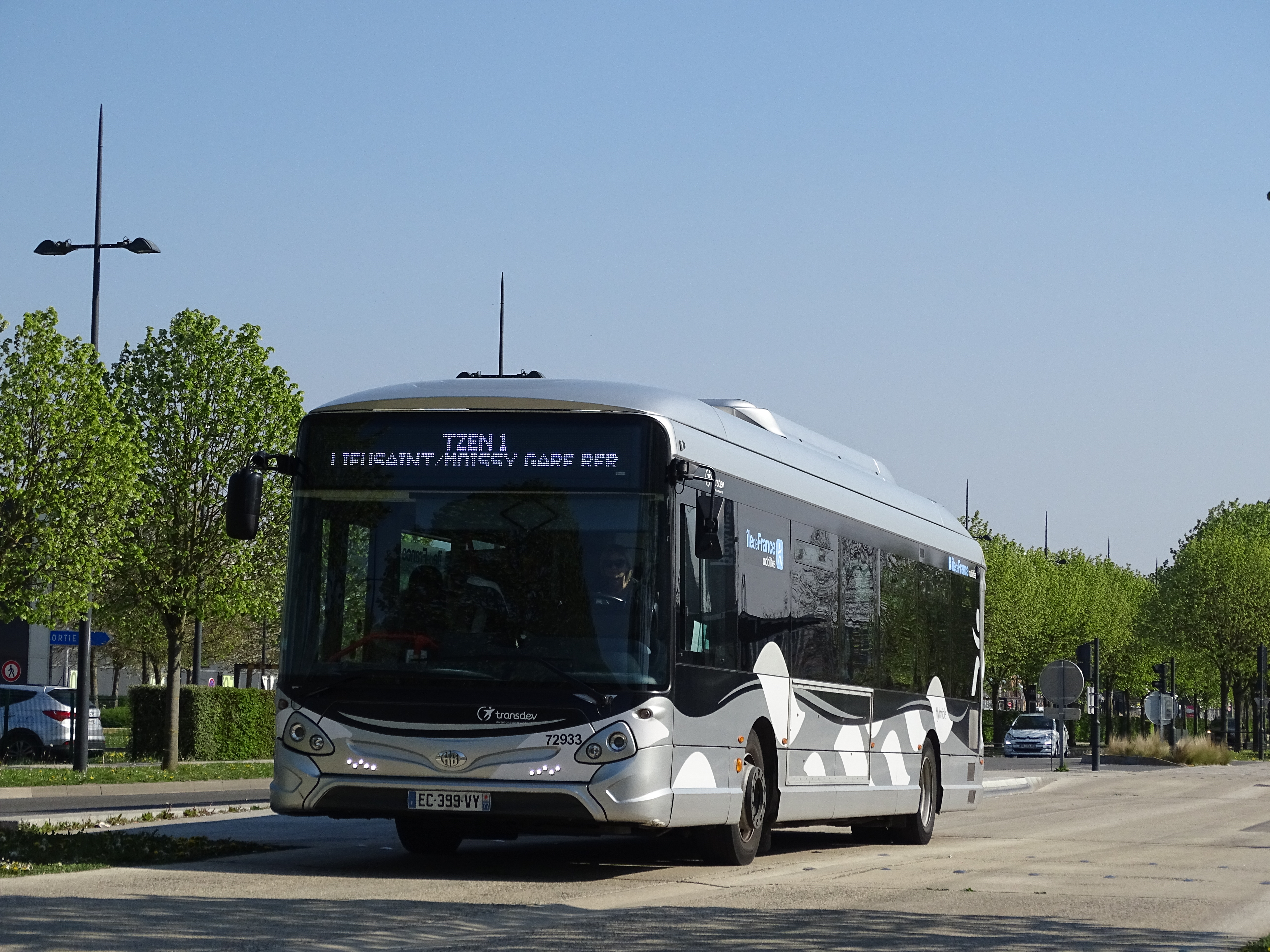
GX 337 Hybride
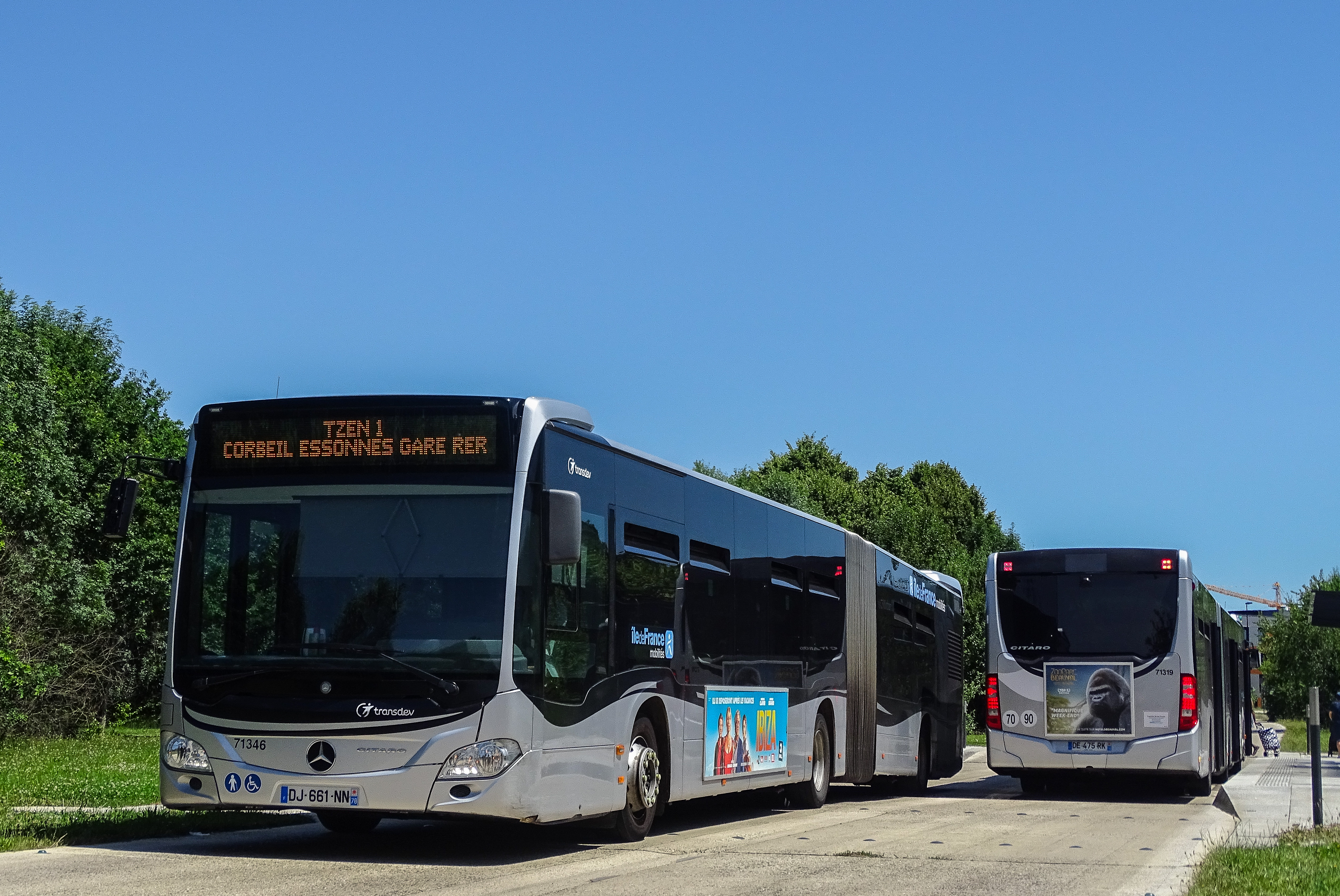
Citaro GC2
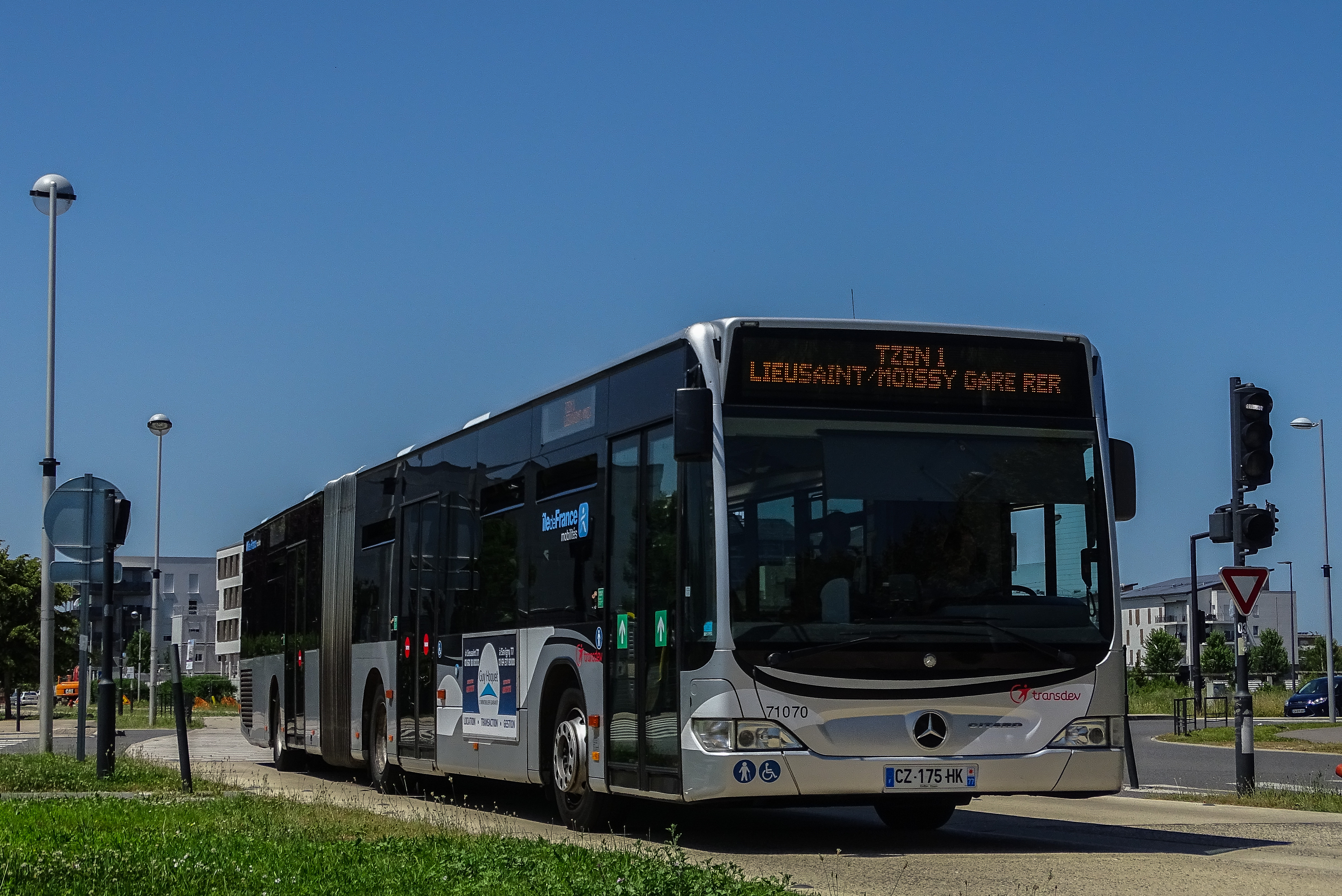
Citaro G Facelift

Sélection de vues de détails intérieurs des bus de la ligne 1 du T ZEN
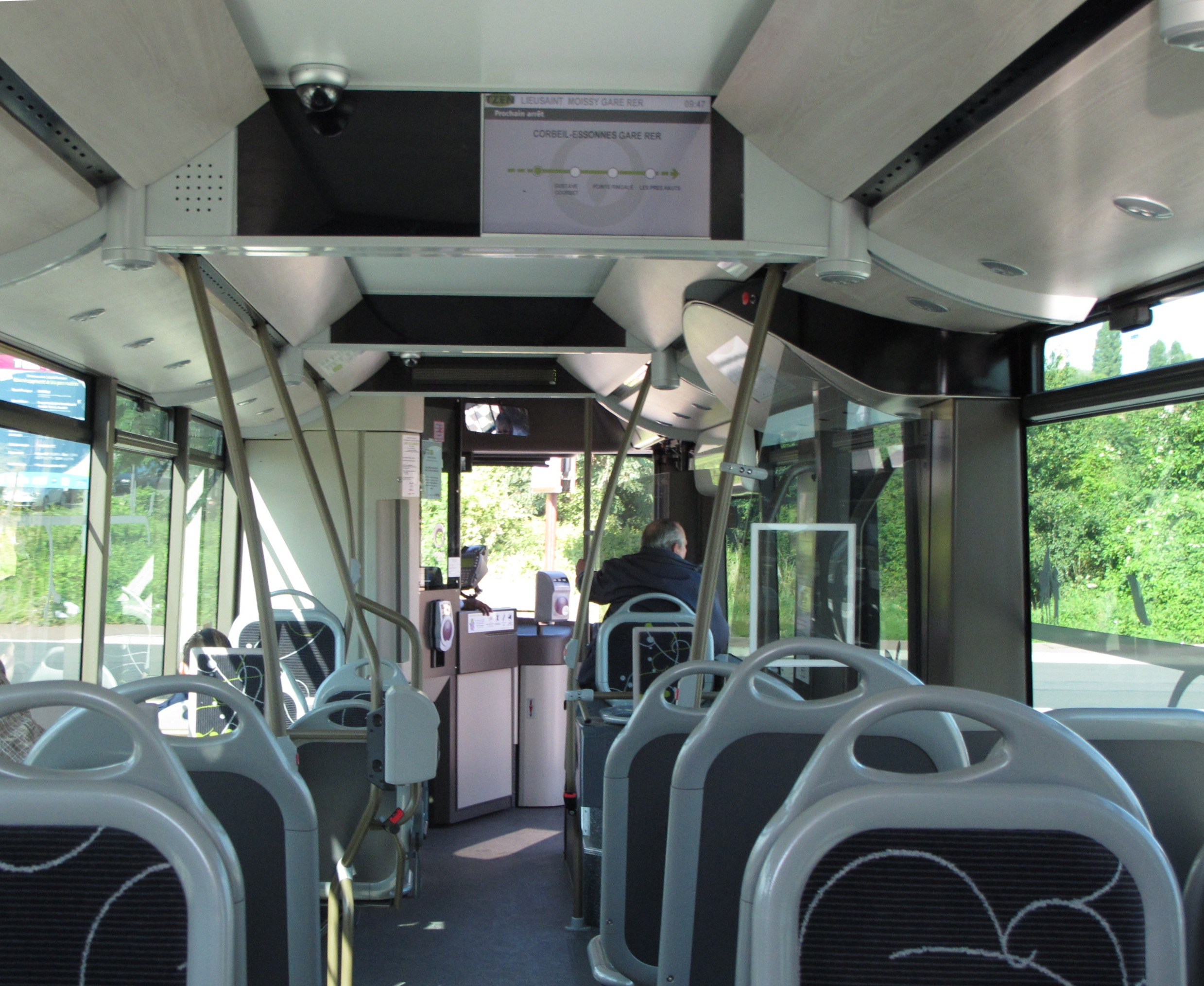
Intérieur d'un bus T Zen, vue de l'avant du bus, de l'écran d'information et d'une caméra de surveillance.
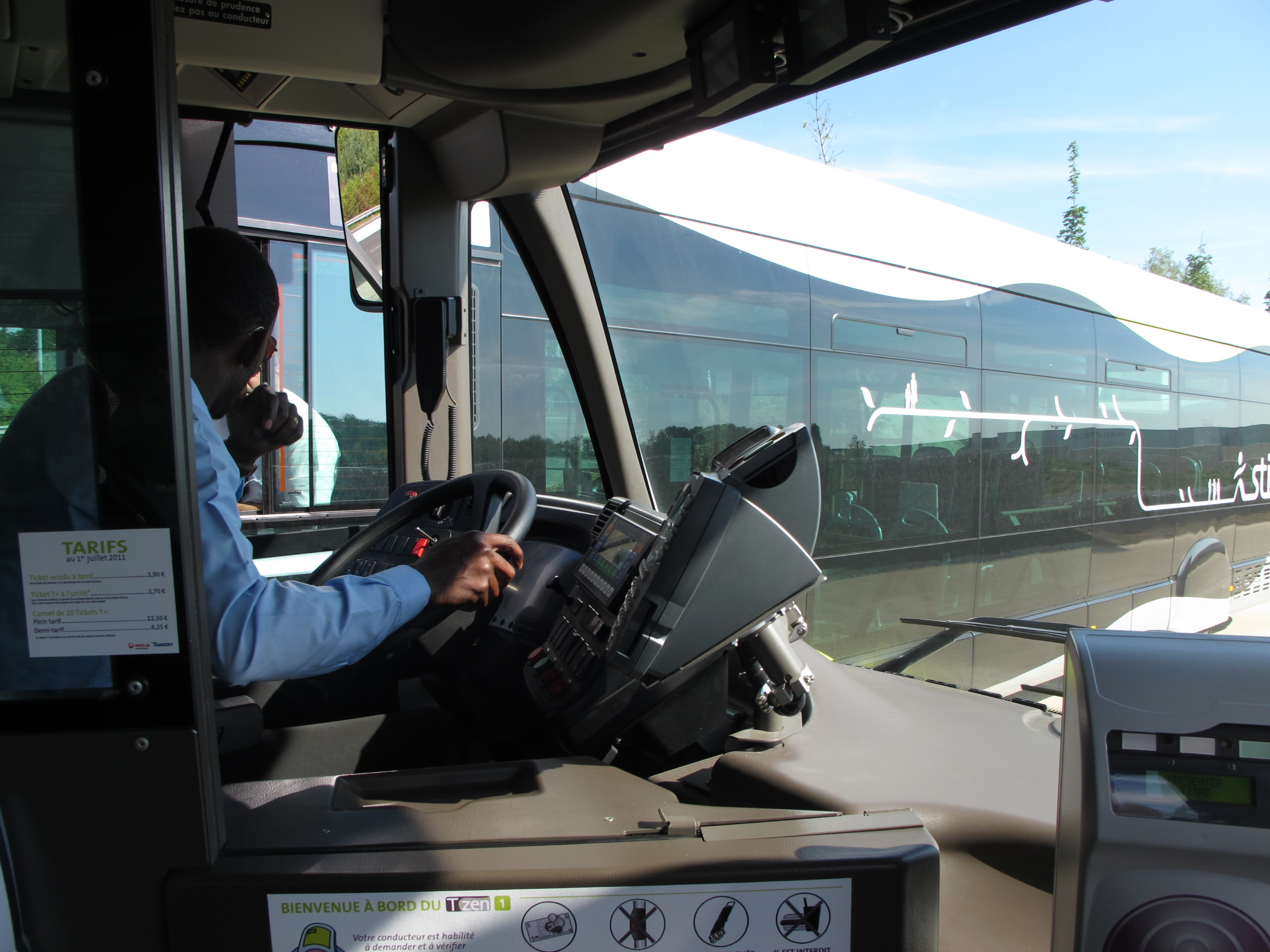
Vue du poste de conduite d'un bus T Zen.
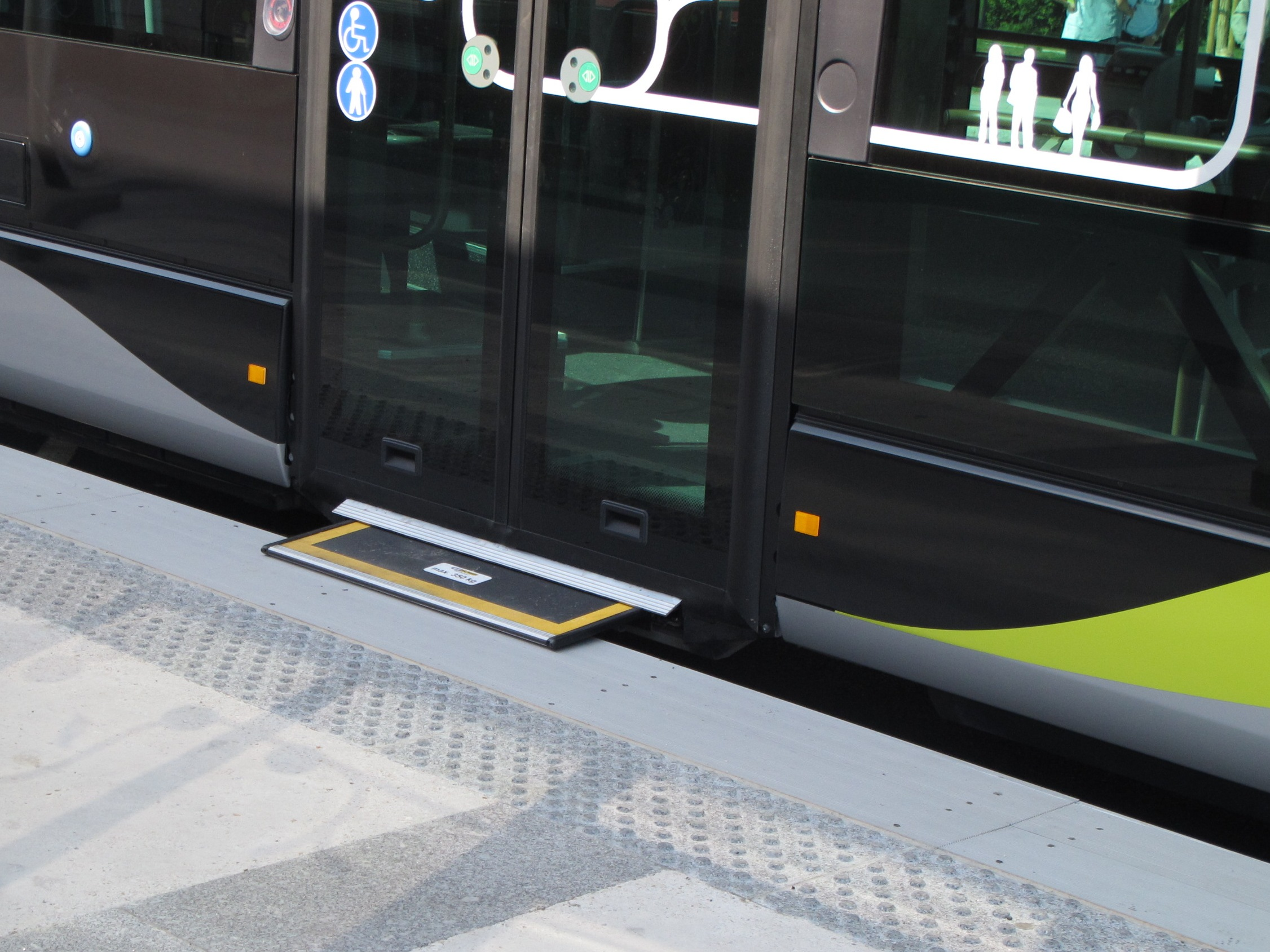
Comble-lacune pour l'accès des personnes à mobilité réduite.

### Centre de maintenance

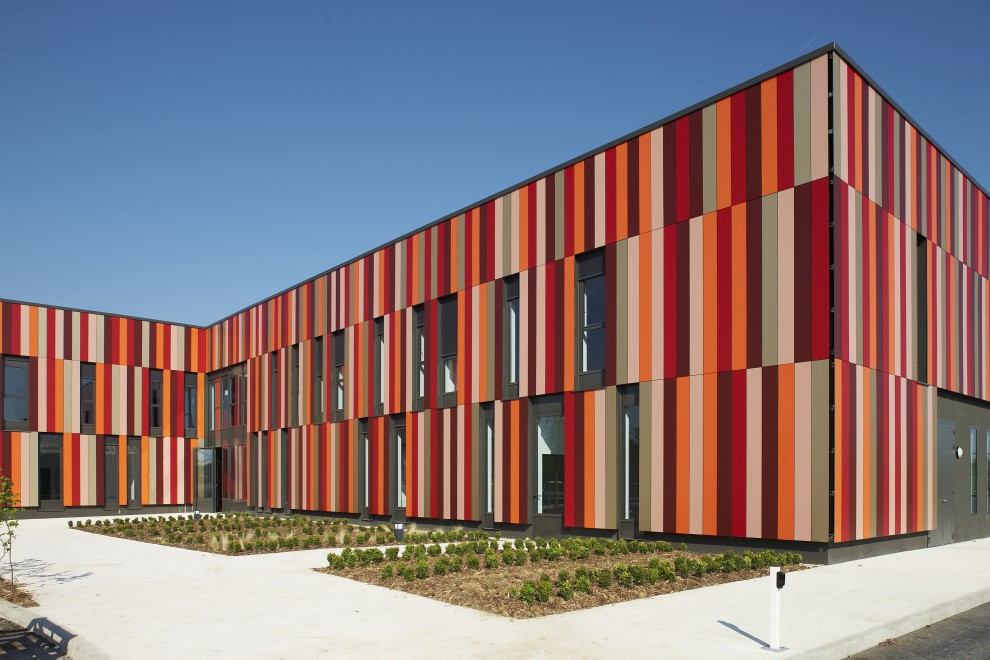
Le centre de maintenance de la ligne, en avril 2011.

Livré au printemps 2011, le centre de maintenance et de remisage, ou centre opérationnel bus, des T Zen se situe à proximité de la gare de Lieusaint - Moissy. D'une étendue de 28 000 m2, le centre permet l'entretien des douze T Zen nécessaires à l'exploitation de la première ligne mais également de cinquante-trois bus du réseau de bus de Sénart et de quelques cars Sénart Express en provenance du dépôt Transdev de Moissy-Cramayel. Il accueille plus d’une centaine de salariés, dont les agents de conduite.
Le site permet ainsi à la fois le remisage, l’entretien courant (station-service, lavage, nettoyage…), la maintenance des bus, le stationnement des véhicules du personnel, la gestion du personnel et du réseau, ainsi que des « relations clients ». Le centre de contrôle et de régulation des réseaux Sénart Bus, Sénart Express et de la ligne T Zen sera également présent sur le site. Le site dispose d'un atelier de 1 400 m2 disposant de nombreux équipements performants avec, parmi eux, une cabine de peinture de 18 mètres de dernière génération ainsi qu’un cadre de redressage. L'atelier dispose également d'une fosse sécurisée, d'un pont de levage et de boîtiers multi-énergies.
Conçu pour accueillir et entretenir les véhicules de la flotte T Zen, ce bâtiment est un modèle de conception « verte », afin d’approcher au plus près les objectifs de Haute Qualité Environnementale, en déclinant les différentes facettes du développement durable : énergie renouvelable, récupération d’eau, qualité environnementale des matériaux, exposition et lumière, végétalisation... Plus performant que les exigences imposées par la réglementation thermique (RT 2005), le centre de maintenance respectera toutes les normes pour les personnes handicapées.
L’orientation et l’organisation du bâtiment ont été conçues pour capter un maximum de lumière naturelle, ce qui explique l'installation d'un bardage translucide pour couvrir les ateliers. Les toitures des bureaux et des ateliers ont été végétalisées afin d'apporter une meilleure inertie thermique, favorisant notamment le confort en été et permettant la rétention, le filtrage et la récupération des eaux de pluie. Des panneaux solaires thermiques ont été intégrés à la toiture surplombant les bureaux pour couvrir les besoins en eau chaude des vestiaires. Le gaz naturel, énergie fossile la moins polluante, a été retenu pour assurer le chauffage des locaux, par radiateurs dans la partie administrative et par radiants à gaz dans la partie maintenance. Un soin particulier a été apporté au renouvellement d’air assuré par une ventilation double-flux avec récupération d’énergie. Enfin, un séparateur à hydrocarbures permet le traitement des eaux souillées.

### Conduite et signalisation

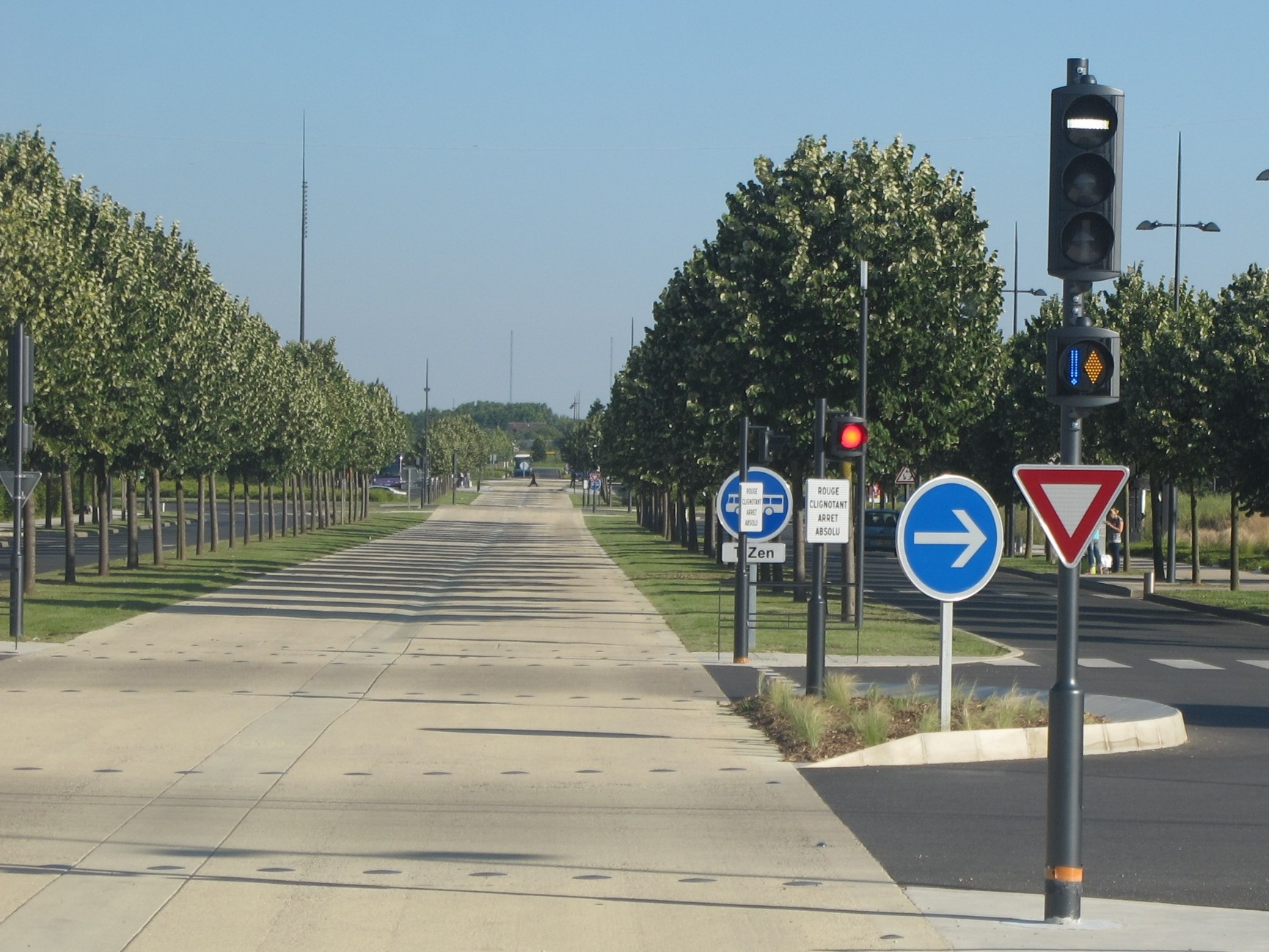
Le site propre à proximité de la station Carré Trait d'Union, avec la signalétique associée et les feux de signalisation.

La conduite sur la ligne est faite en « conduite à vue » : on ne trouve sur la ligne que des signaux protégeant le franchissement des carrefours. Pour ces derniers, la voirie est équipée de signaux tricolores classiques de type R11 tandis que la ligne est équipée de signaux de type R17 et R18 associés à la signalisation routière. Ces feux sont accompagnés d'une signalisation d'aide à l'exploitation, un losange lumineux signalant la prise en charge de la demande de priorité au carrefour.
Afin de garantir une desserte rapide, performante et régulière, le T Zen bénéficie d’une priorité absolue à toutes les intersections : carrefours, ronds-points et passages piétons protégés. Ainsi, les piétons, cyclistes et automobilistes doivent lui céder le passage et adapter leur façon de se déplacer ou de conduire à l’approche de sa voie. De ce fait, dans les ronds-points, sont installés des feux rouges clignotants donnant l'obligation impérative à tous les véhicules et piétons de s'arrêter lorsque les bus sont à l'approche.

### Nouvelles règles de circulation
En vitesse commerciale moyenne, le T Zen roule à 30 km/h, avec des pointes à 70 km/h. De ce fait, pour des raisons de sécurité, aux intersections, de nouvelles règles de circulation s’appliqueront.
Les piétons n'ont le droit de traverser les voies T Zen qu'au niveau des passages protégés, en s'assurant de l'absence de circulation sur les voies T Zen tout en respectant la signalisation. Ils doivent emprunter trottoirs et quais en stations. À l'approche du T Zen, il faut s'éloigner de la bordure du quai, rester attentif à la sonnette des bus T Zen qui signalent ainsi leur arrivée.
Les usagers de la route doivent respecter l’interdiction de circuler ou de stationner sur la voie réservée au T Zen, ne pas « forcer le passage » au croisement de leur route avec celle du T Zen, rester attentif en permanence aux feux de signalisation qui indiqueront si l’arrêt est nécessaire. Même engagés sur un rond-point, ils doivent marquer un stop ou céder le passage si le T Zen arrive, ce qui sera signalé par un feu rouge clignotant aux abords de la voie. Ils doivent enfin laisser la priorité à droite comme à gauche avant de franchir la voie T Zen.
Ces difficultés constituent un point faible pour l'exploitation, avec un risque accru d'accidents le temps que les usagers s'habituent à ces nouvelles conditions de circulation.

### Le personnel d'exploitation
La ligne dispose de 42 conducteurs pour pouvoir assurer son fonctionnement. Elle est gérée par le centre de contrôle et de régulation qui est situé sur le site du centre de maintenance.

### Tarification et financement

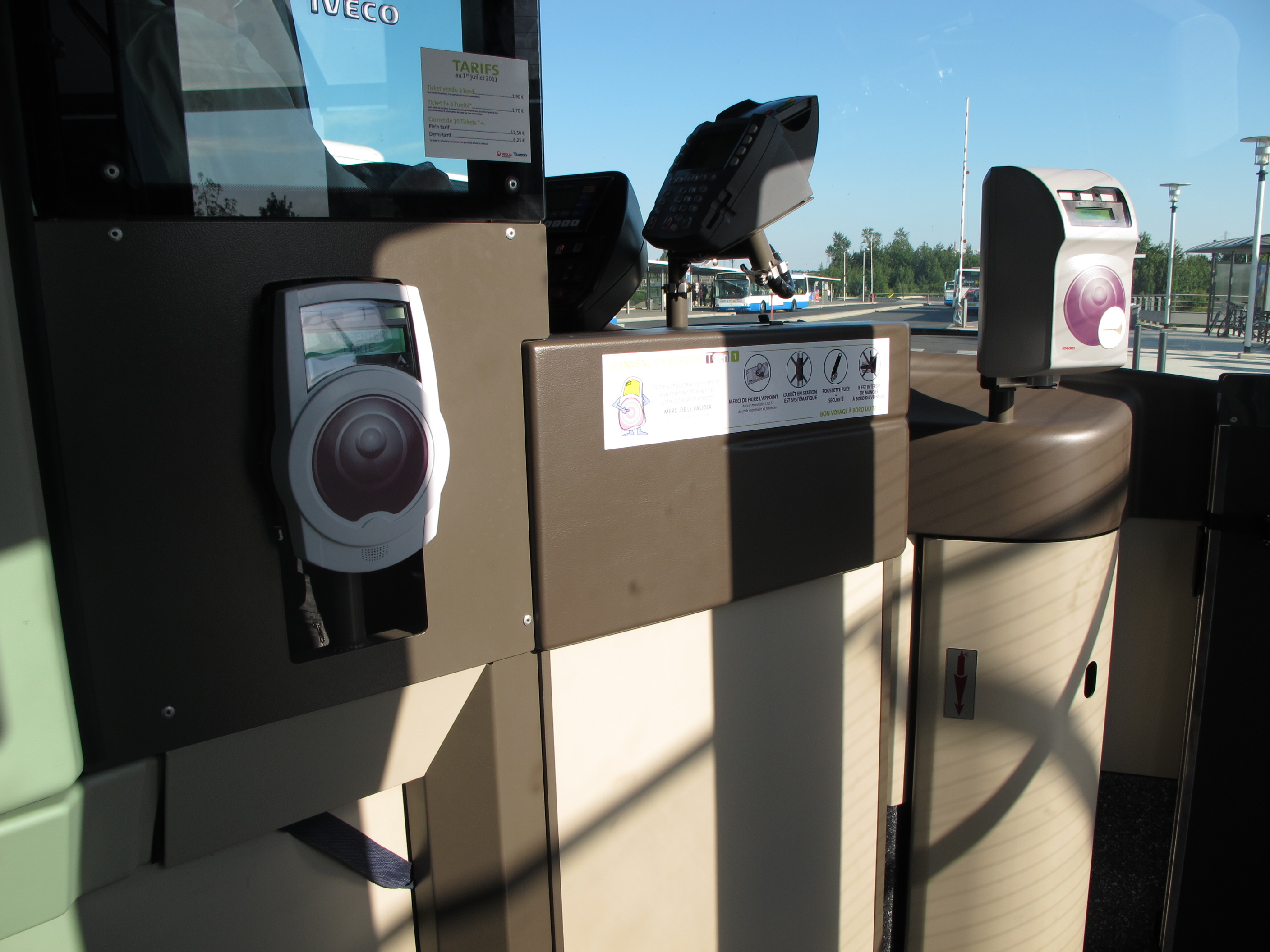
Validateurs Navigo présents dans les bus T Zen

La tarification des lignes T Zen est identique à celle de tous les réseaux de bus franciliens et accessibles avec les mêmes abonnements. Un ticket « bus-tram », qui remplace le ticket t+ au 1er janvier 2025, permet un trajet simple quelle que soit la distance, avec une ou plusieurs correspondances possibles avec les autres lignes de bus et de tramway pendant une durée maximale de 1 h 30 entre la première et dernière validation. En revanche, un ticket validé dans un bus ne permet pas d'emprunter le métro, ni le Transilien et le RER.
Le financement du fonctionnement des lignes (entretien, matériel et charges de personnel) est assuré par les exploitants des lignes. Cependant, les tarifs des billets et abonnements dont le montant est limité par décision politique ne couvrent pas les frais réels de transport. Le manque à gagner est compensé par l'autorité organisatrice, le Syndicat des transports d'Île-de-France (STIF), présidé depuis 2005 par le président du Conseil régional d'Île-de-France et composé d'élus locaux. Il définit les conditions générales d'exploitation ainsi que la durée et la fréquence des services. L'équilibre financier du fonctionnement est assuré par une dotation globale annuelle aux transporteurs de la région grâce au versement transport payé par les entreprises et aux contributions des collectivités publiques.

### Trafic actuel et prévu
Aujourd'hui, le T Zen 1 est emprunté chaque jour par 7 000 voyageurs (fréquentation en novembre 2019) alors qu'elle devait être accueillie chaque jour par 6 000 voyageurs, dans les premiers mois d'exploitation de la ligne. La fréquentation devrait être de 12 000 voyageurs par jour lorsque tous les projets d’urbanisation prévus dans un périmètre proche de la ligne et dans le grand sud seront réalisés.

### Sécurité et vidéosurveillance

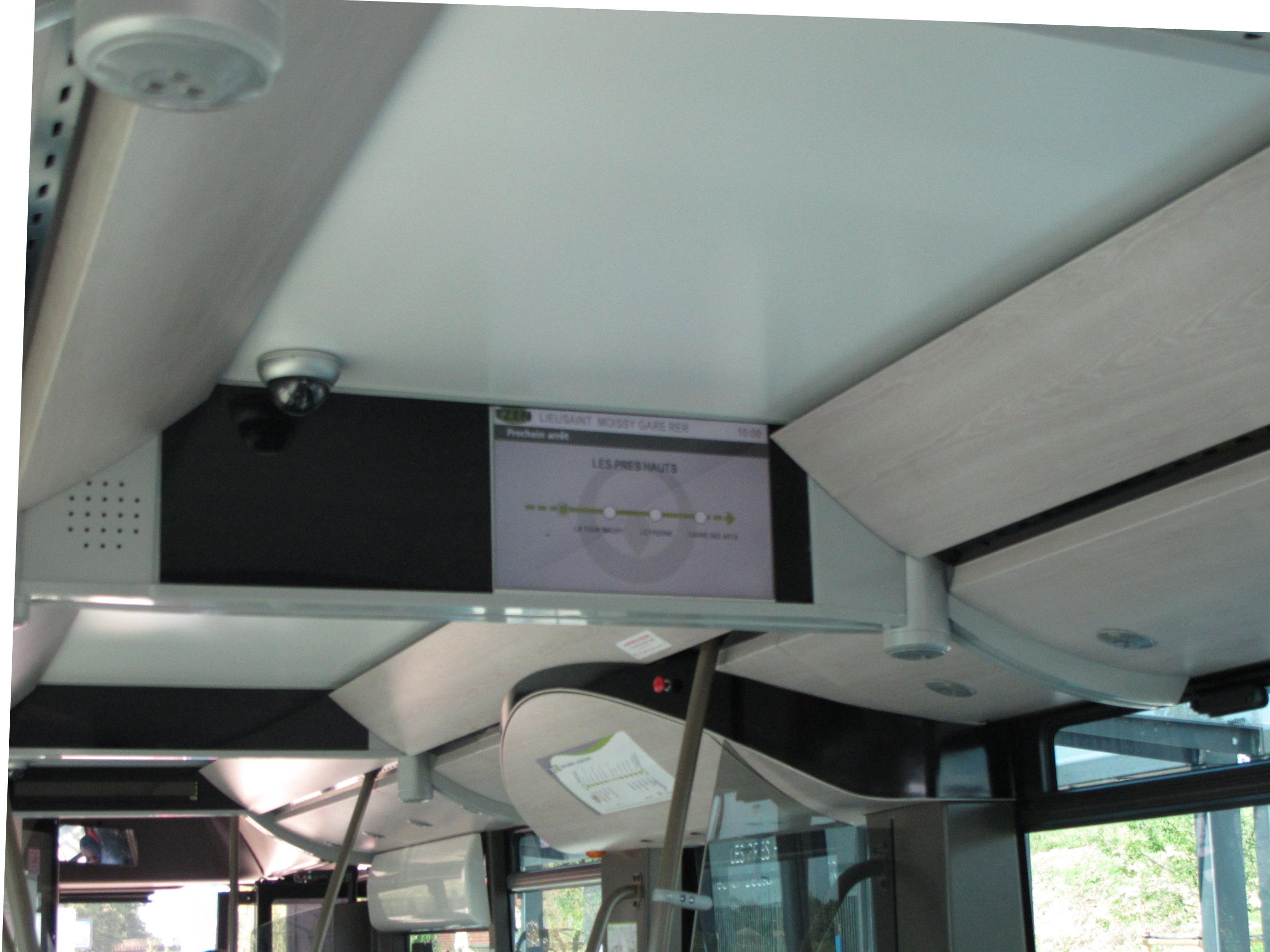
Vue de l'écran d'information et d'une caméra de surveillance.

Les bus de la ligne 1 du T Zen sont équipés de caméras de surveillance, ce qui devrait permettre, selon le STIF, de jouer un rôle préventif et dissuasif. Elles viennent compléter le dispositif qui comprend les opérations de contrôle des titres de transport, entre autres.
Ce système de vidéosurveillance assure la sécurité des 5 000 voyageurs qui empruntent chaque jour cette ligne.

### Information voyageurs
Dans les stations du T Zen 1, deux écrans LCD par quai (quatre écrans LCD par station), ou un écran à cristaux liquides (deux écrans à cristaux liquides par station) informent les voyageurs : 
- du nom de la ligne ;
- de la destination du bus ;
- de l'heure et de la date ;
- du temps d'attente réel des cinq prochain bus pour les écrans LCD et des deux prochains bus pour les écrans à cristaux liquides ;
- si le bus est un véhicule apte à recevoir ou non les personnes à mobilité réduite (PMR) ;
- si le temps d'attente affiché est théorique (c'est-à-dire prévu par l'horaire en cas d'impossibilité de détecter la position du bus) ou s'il est réel (c'est-à-dire le temps d'attente déterminé en fonction de la position du bus) ;
- de diverses messages (perturbations, etc.).

Ces stations disposent également de deux plans de ligne, d'un plan de quartier et des autres réseaux et autres lignes en correspondance, d'un code SMS à envoyer au numéro indiqué pour connaître l'heure de passage des deux prochains bus de la ligne, et les horaires de passage du T Zen 1.
Dans les autobus du T Zen 1, un écran LCD situé au milieu du bus et deux bandeaux lumineux verts situés à l'avant et à l'arrière du véhicule informent les voyageurs :
- du nom de la ligne ;
- de la destination du bus ;
- du terminus ;
- de la date et de l'heure ;
- de l'heure du départ d'un terminus ;
- des déviations à prévoir ou en cours ;
- du nom des quatre prochaines stations ;
- du nom de la station à laquelle le bus est arrêté ;
- du temps d'attente avant l'arrivée des trois prochaines principales stations de la ligne (les principales stations sont Corbeil - Essonnes Gare RER, Le Fresne, Carré Trait d'Union et Lieusaint - Moissy Gare RER) (effectif depuis avril 2012) ;
- de l'horaire, du code mission, et de la voie des prochains trains dans chaque destination à la gare RER de Corbeil - Essonnes et à la gare RER de Lieusaint - Moissy (depuis juin 2013, le fonctionnement est irrégulier) ;
- de diverses messages (perturbations, etc.).

Toujours dans les autobus du T Zen 1, un système sonore informe les voyageurs :
- du nom de la ligne ;
- de la destination du bus ;
- du terminus ;
- de diverses messages (perturbations, etc.).

## Avenir
- La section comprise entre Saint-Germain-lès-Corbeil et la gare de Corbeil sera ultérieurement mise en site propre[17].
- La ligne pourrait être électrifiée[18].

## Galerie de photos

Sélection de vues de quelques stations de la ligne T ZEN 1
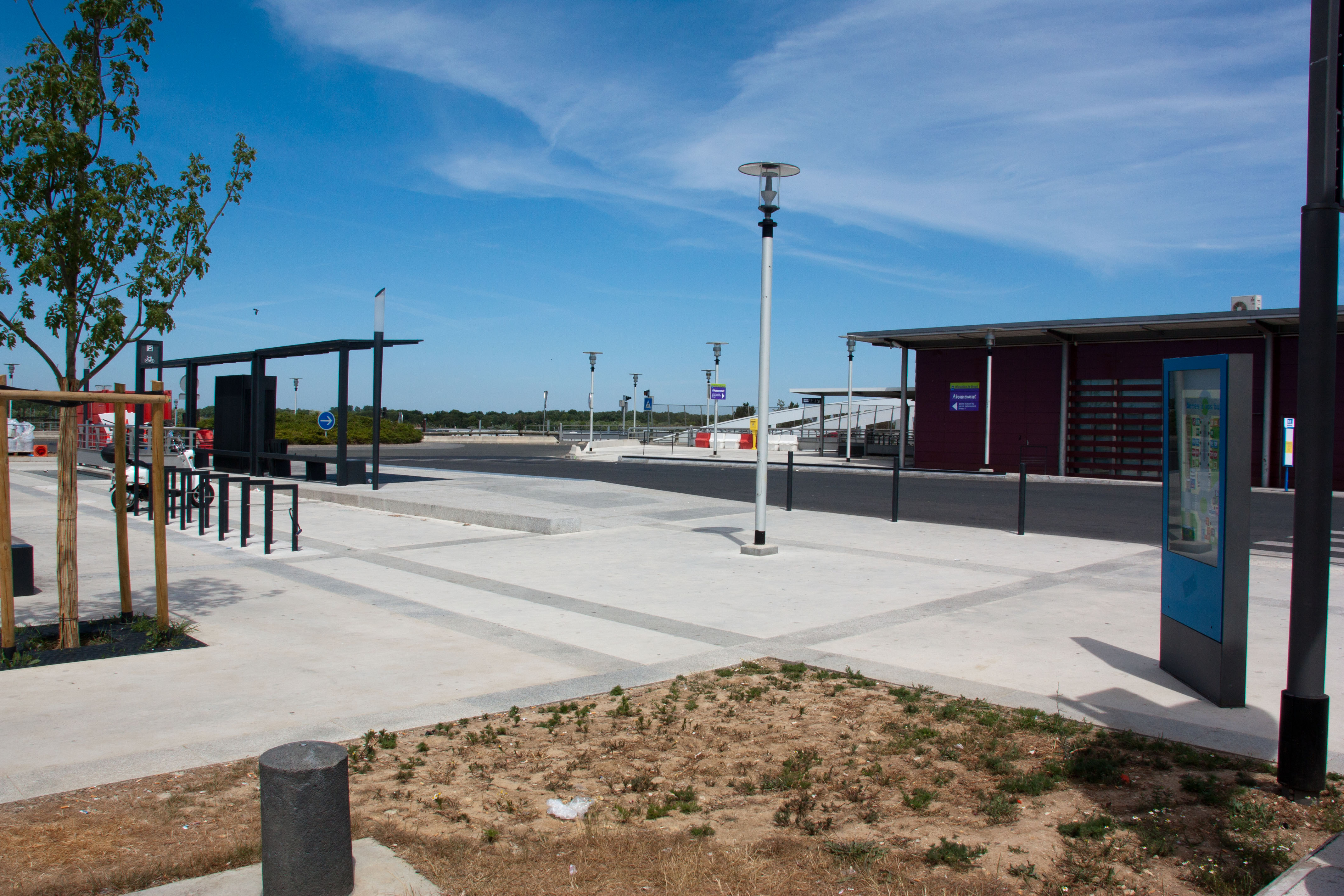
Station Lieusaint - Moissy RER.
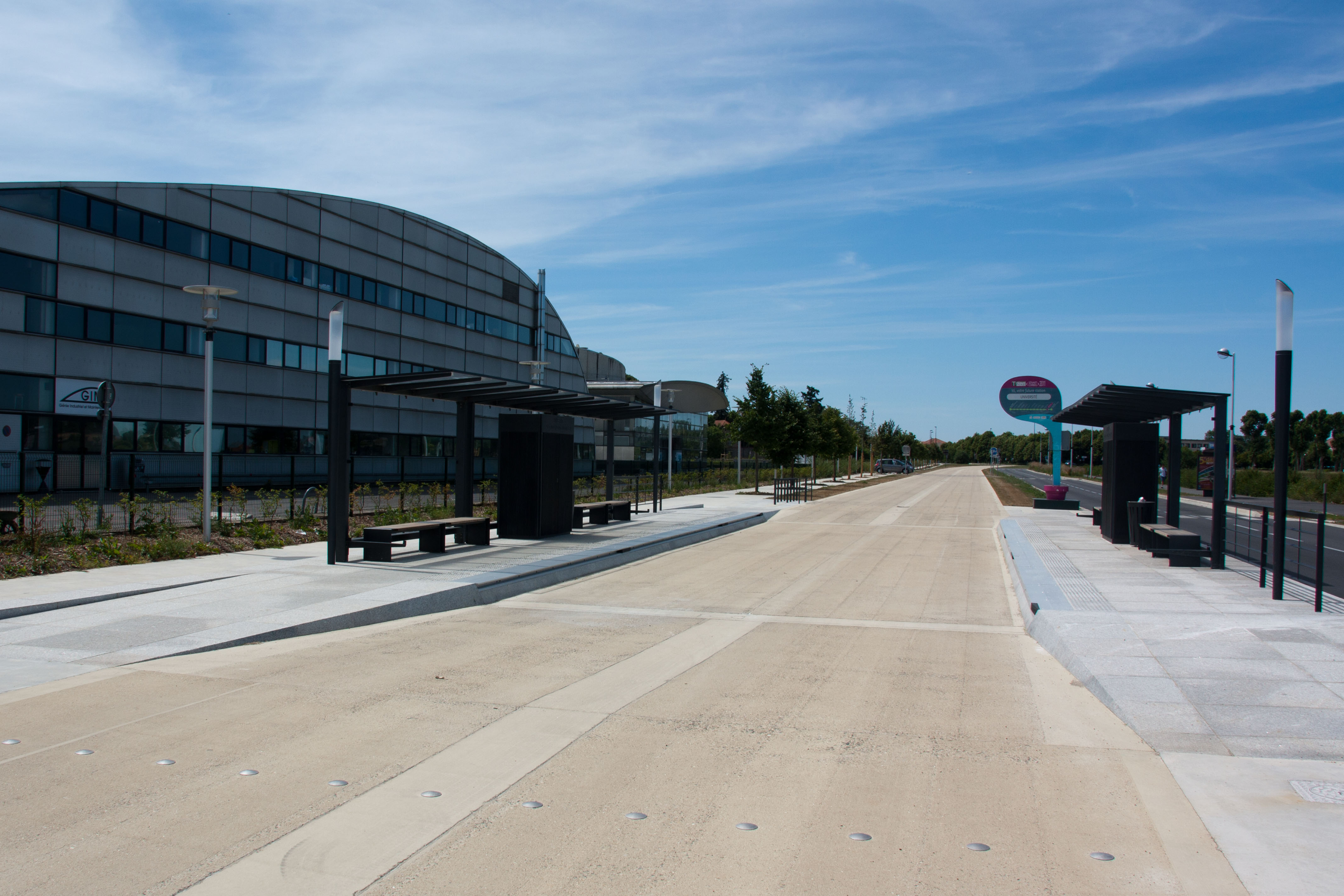
Station Université.
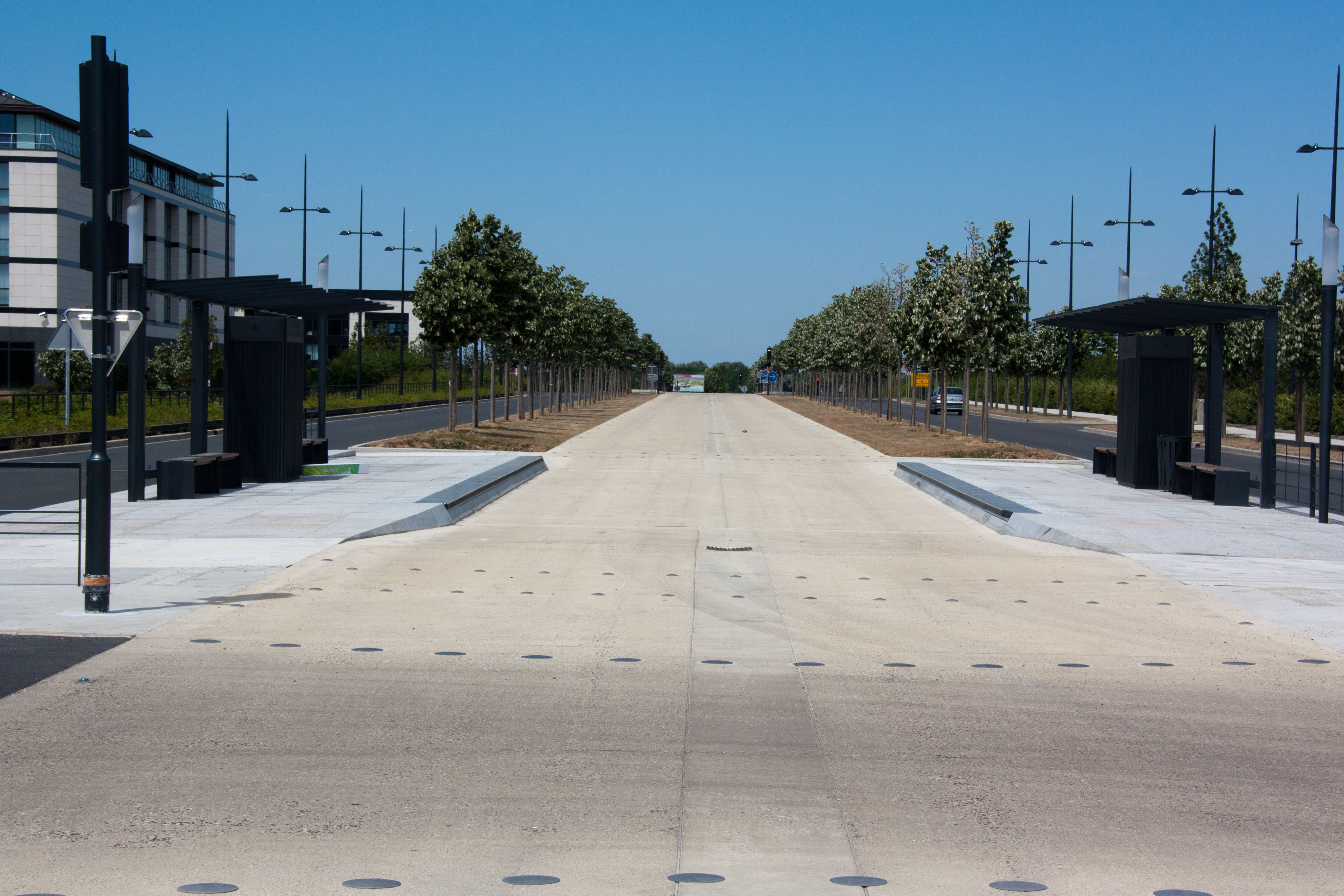
Station Carré Canal.
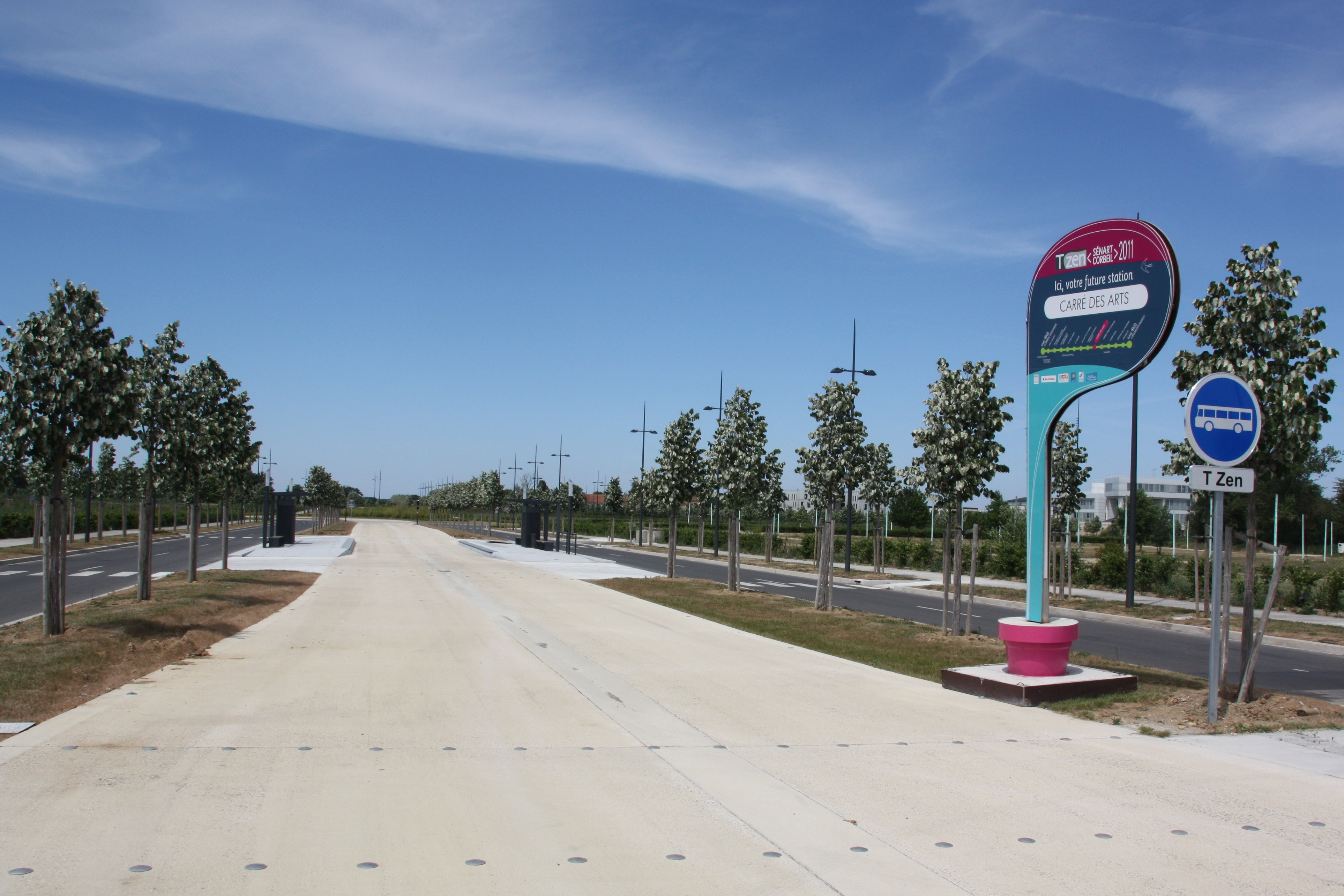
Station Carré des Arts.